# Comuna Hida, Sălaj
Hida este o comună în județul Sălaj, Transilvania, România, formată din satele Baica, Hida (reședința), Miluani, Păduriș, Racâș, Sânpetru Almașului, Stupini și Trestia.

## Obiective turistice
- Biserica de lemn "Sf. Arhangheli" din Hida, construcție secolul al XVIII-lea, monument istoric
- Biserica de lemn "Sf. Arhangheli" din Baica, construcție 1645, monument istoric
- Biserica de lemn "Adormirea Maicii Domnului" din Păduriș, construcție 1725, monument istoric
- Biserica de zid "Sf. Arhangheli" din Miluani, construcție secolul al XVI-lea, monument istoric
- Biserica de lemn "Sf. Arhangheli" din Racâș, construcție 1741, monument istoric
- Biserica de lemn "Sf. Arhangheli" din Sânpetru Almașului, construcție secolul al XVII-lea, monument istoric
- Casa parohială a bisericii reformate din satul Hida, construcție 1910, monument istoric
- Școala de arte și meserii din Hida, construcție secolul al XX-lea, monument istoric
- Conacul Hutfaludy din Hida, construcție secolul al XIX-lea, monument istoric
- Casa Hatfaludy din Hida, construcție 1921, monument istoric
- Conacul Morca din Hida, construcție secolul al XIX-lea, monument istoric
- Poiana cu narcise din Racâș, rezervație naturală
- Stânca Dracului din Râcaș, rezervație naturală

## Demografie
Componența etnică a comunei Hida
     Români (93,97%)
     Romi (1,46%)
     Alte etnii (0,42%)
     Necunoscută (4,15%)
Componența confesională a comunei Hida
     Ortodocși (84,18%)
     Penticostali (8,05%)
     Baptiști (1,53%)
     Alte religii (1,88%)
     Necunoscută (4,36%)
Conform recensământului efectuat în 2021, populația comunei Hida se ridică la 2.869 de locuitori, în creștere față de recensământul anterior din 2011, când fuseseră înregistrați 2.787 de locuitori. Majoritatea locuitorilor sunt români (93,97%), cu o minoritate de romi (1,46%), iar pentru 4,15% nu se cunoaște apartenența etnică. Din punct de vedere confesional, majoritatea locuitorilor sunt ortodocși (84,18%), cu minorități de penticostali (8,05%) și baptiști (1,53%), iar pentru 4,36% nu se cunoaște apartenența confesională.

## Politică și administrație
Comuna Hida este administrată de un primar și un consiliu local compus din 11 consilieri. Primarul, Dumitru Petruș[*], de la Partidul Național Liberal, este în funcție din 2000. Începând cu alegerile locale din 2024, consiliul local are următoarea componență pe partide politice:
|  | Partid                                  | Consilieri | Componența Consiliului | Componența Consiliului | Componența Consiliului | Componența Consiliului | Componența Consiliului | Componența Consiliului |
|  | --------------------------------------- | ---------- | ---------------------- | ---------------------- | ---------------------- | ---------------------- | ---------------------- | ---------------------- |
|  | Partidul Național Liberal               | 6          |                        |                        |                        |                        |                        |                        |
|  | Partidul Social Democrat                | 2          |                        |                        |                        |                        |                        |                        |
|  | Uniunea Salvați România                 | 1          |                        |                        |                        |                        |                        |                        |
|  | Alianța pentru Unirea Românilor         | 1          |                        |                        |                        |                        |                        |                        |
|  | Reînnoim Proiectul European al României | 1          |                        |                        |                        |                        |                        |                        |

## Personalități născute aici
- Iuliu Nosa (n. 1956), om politic, deputat.

## Imagini

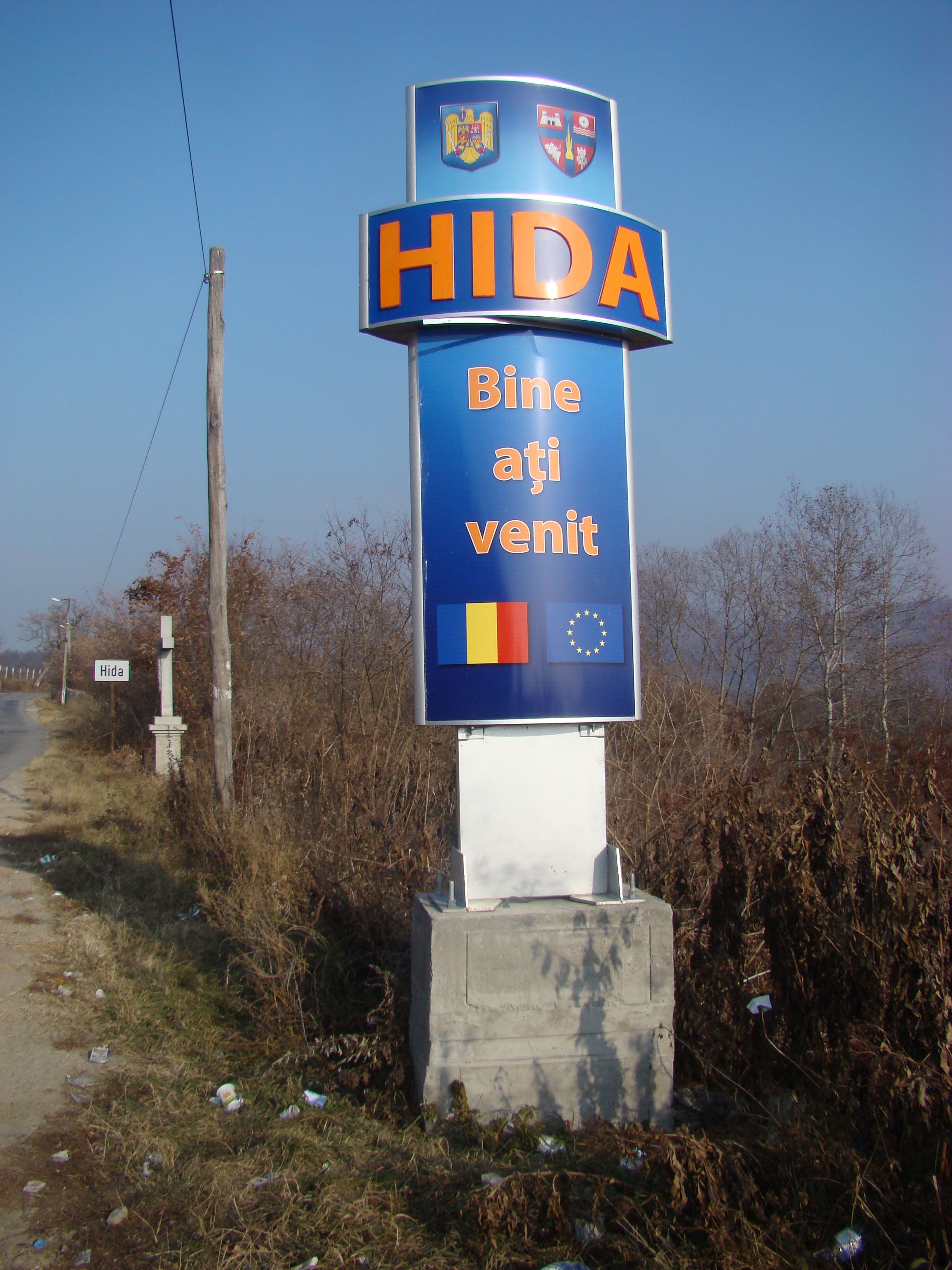
Intrarea în localitate
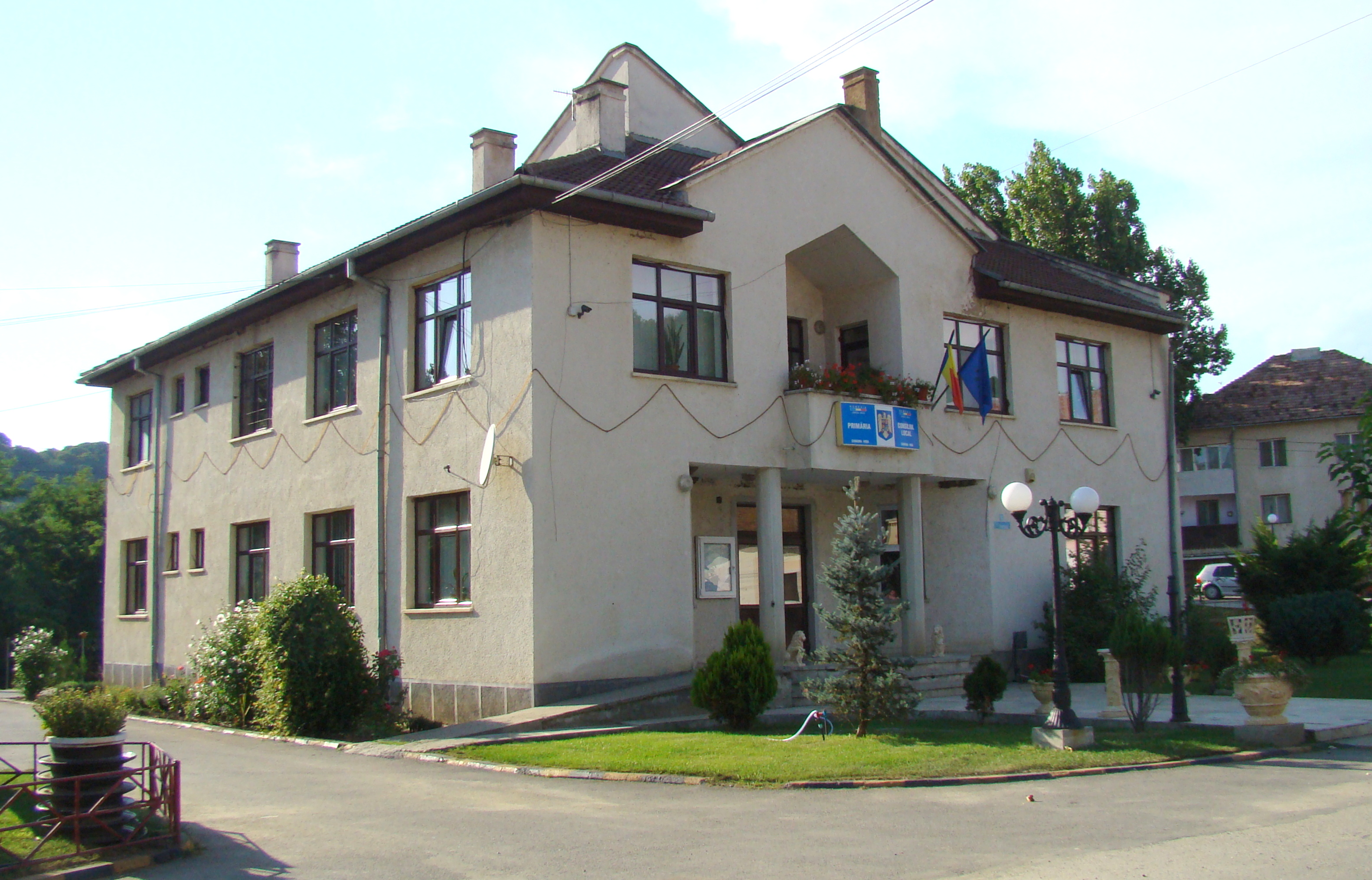
Primăria comunei Hida
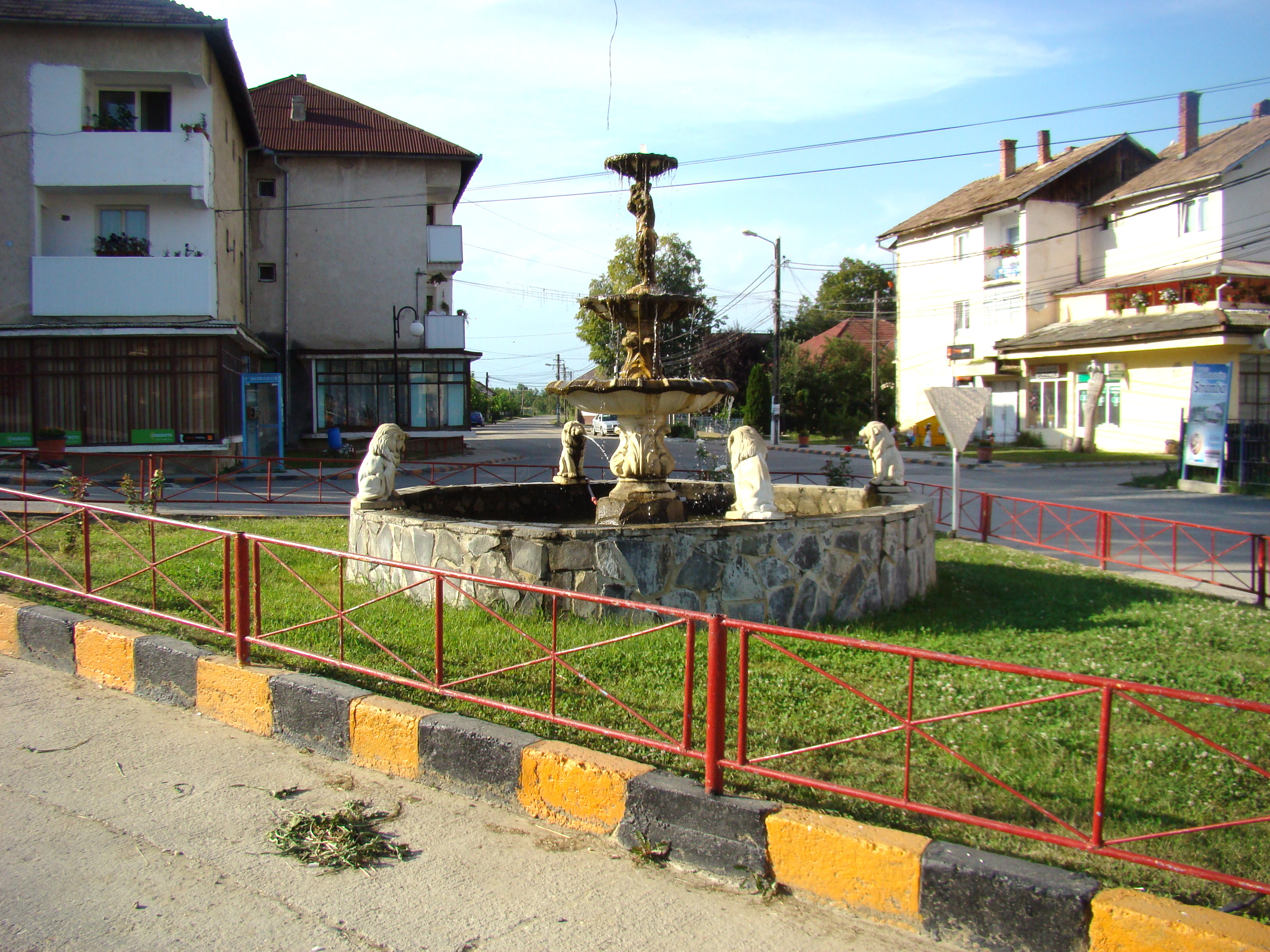
Hida, fântâna arteziană din centrul localității
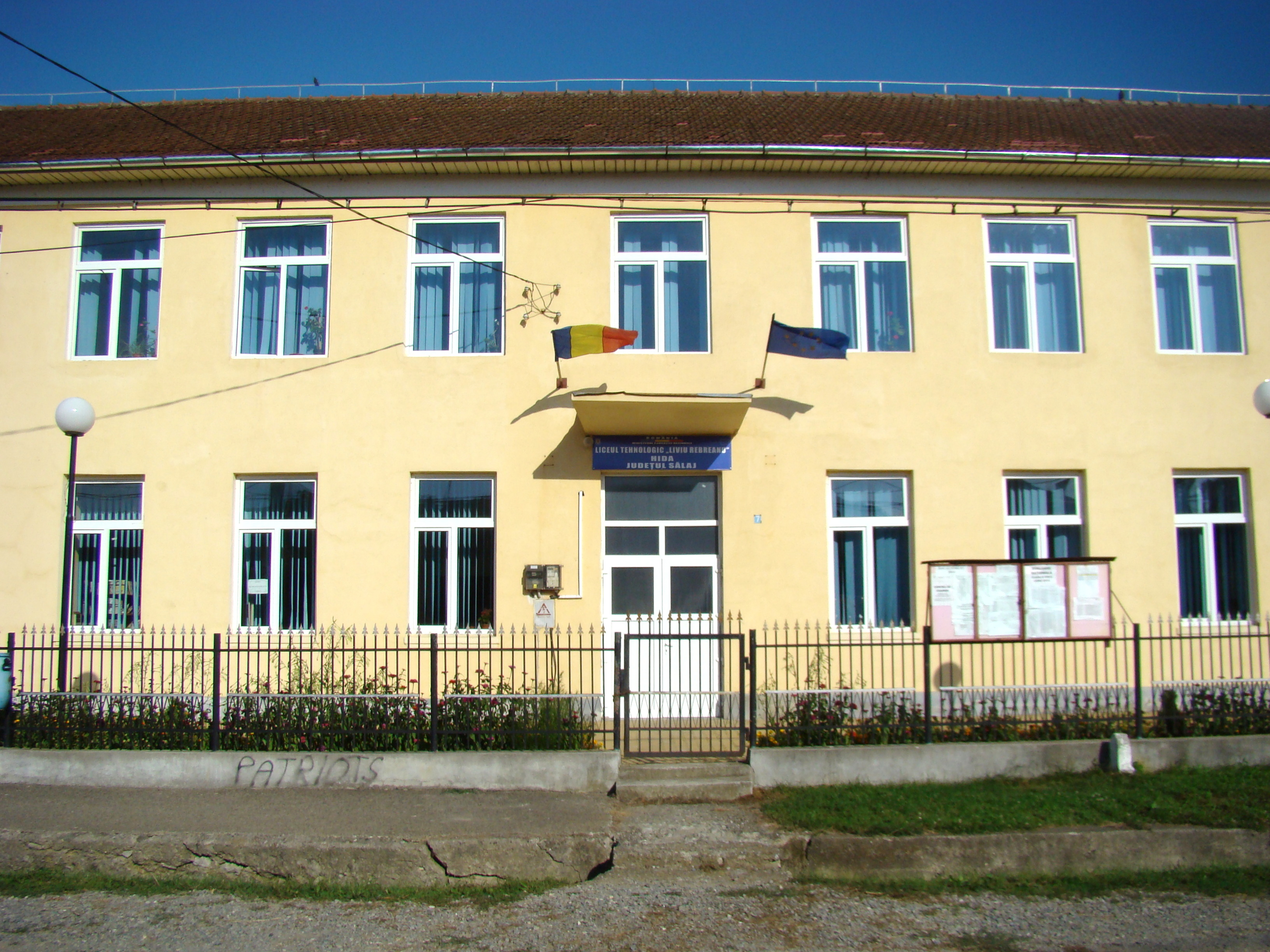
Liceul tehnologic „Liviu Rebreanu”
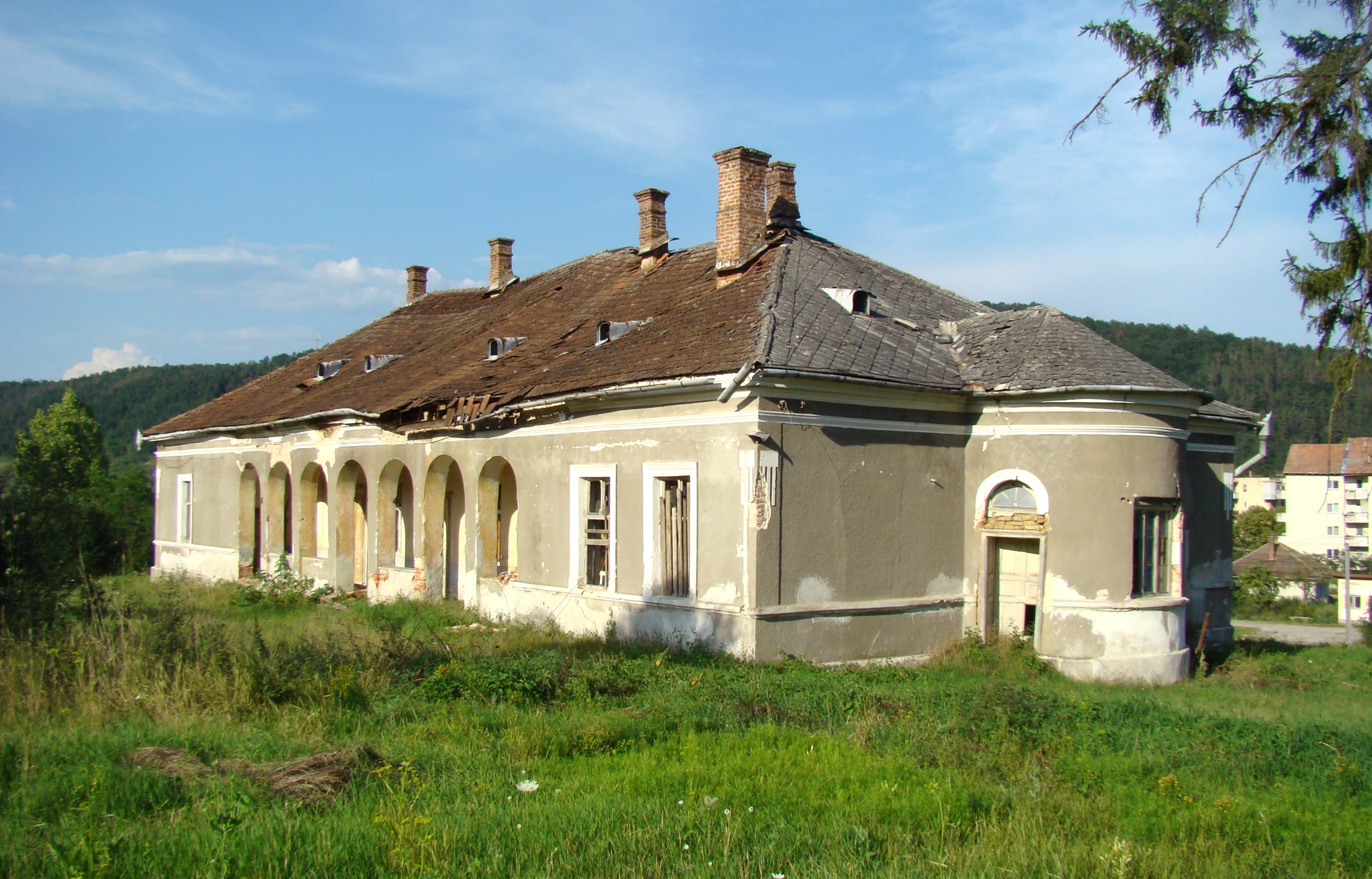
Conacul Hatfaludy (monument istoric)
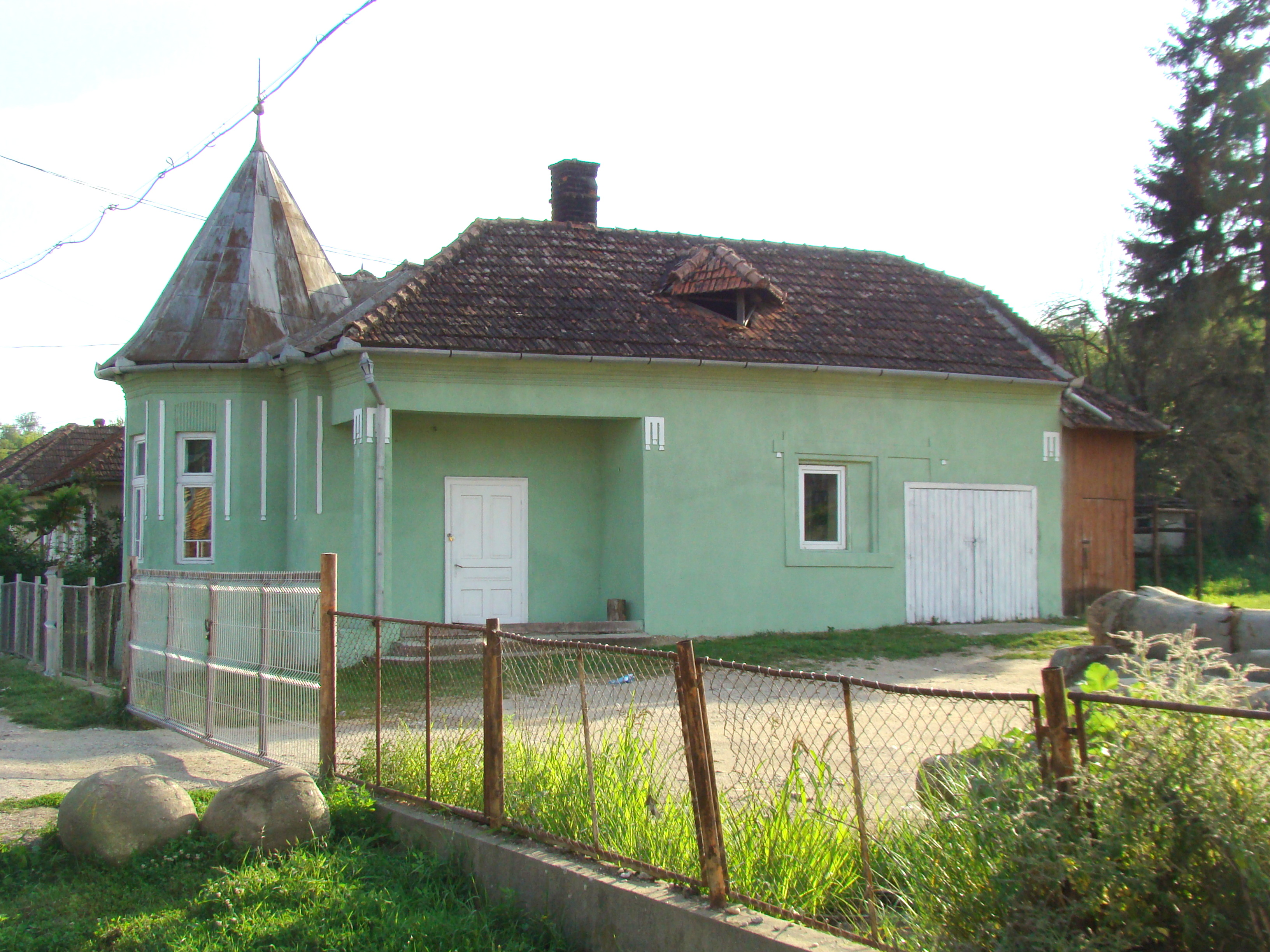
Casa Hatfaludy (monument istoric)
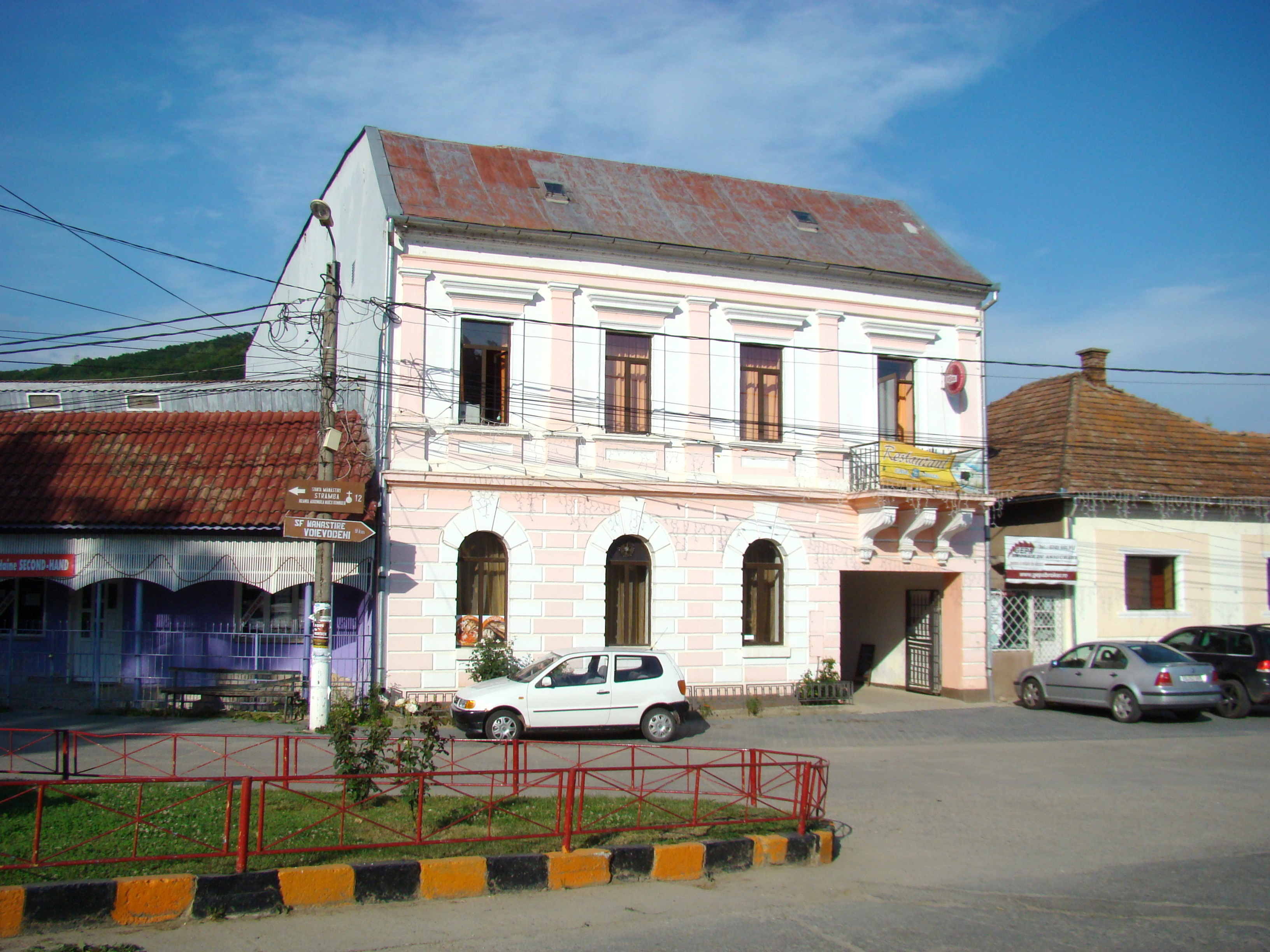
Clădire monument istoric, Piața Sfatului nr.5
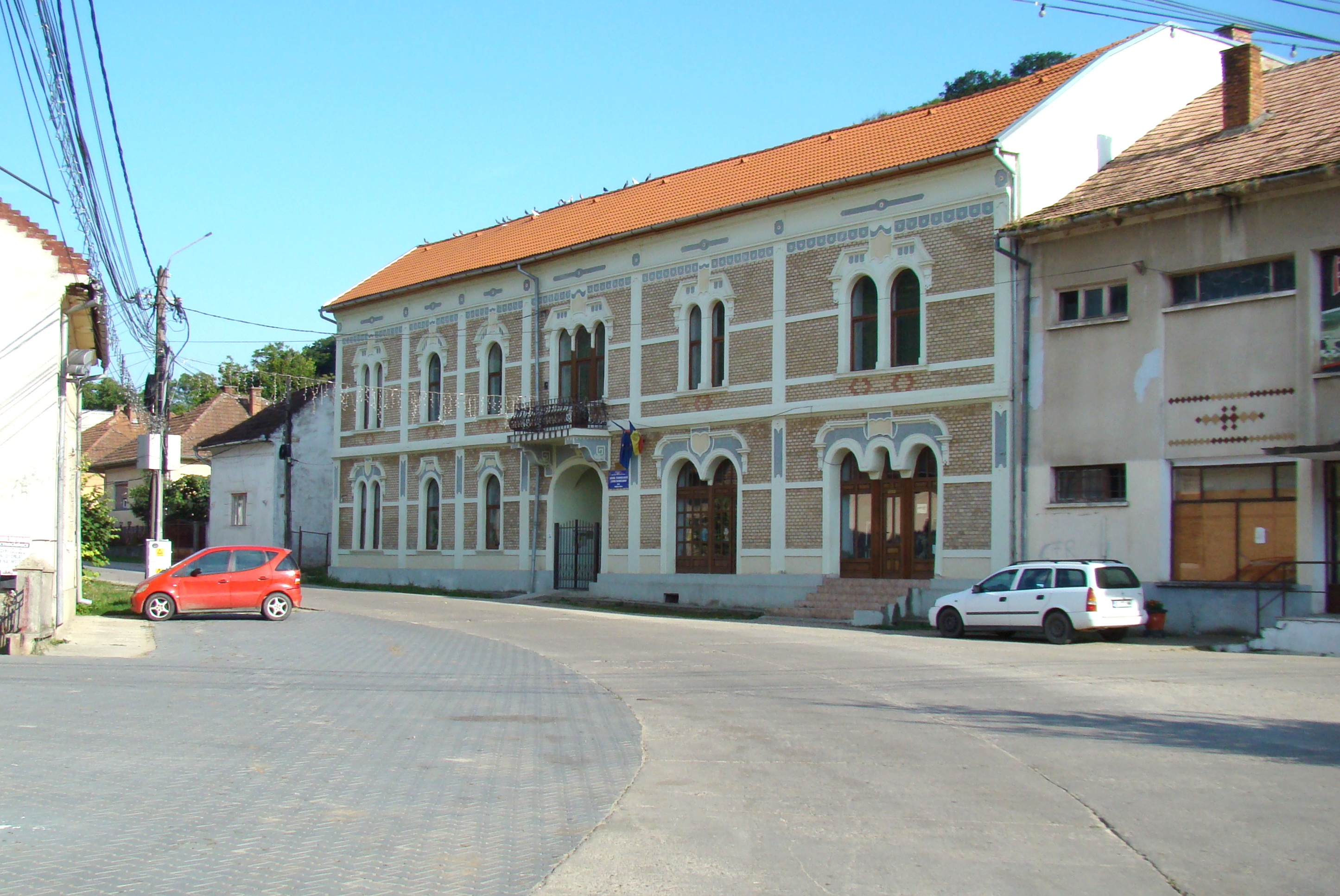
Fosta judecătorie, clădire monument istoric, str.Iuliu Maniu, nr.2
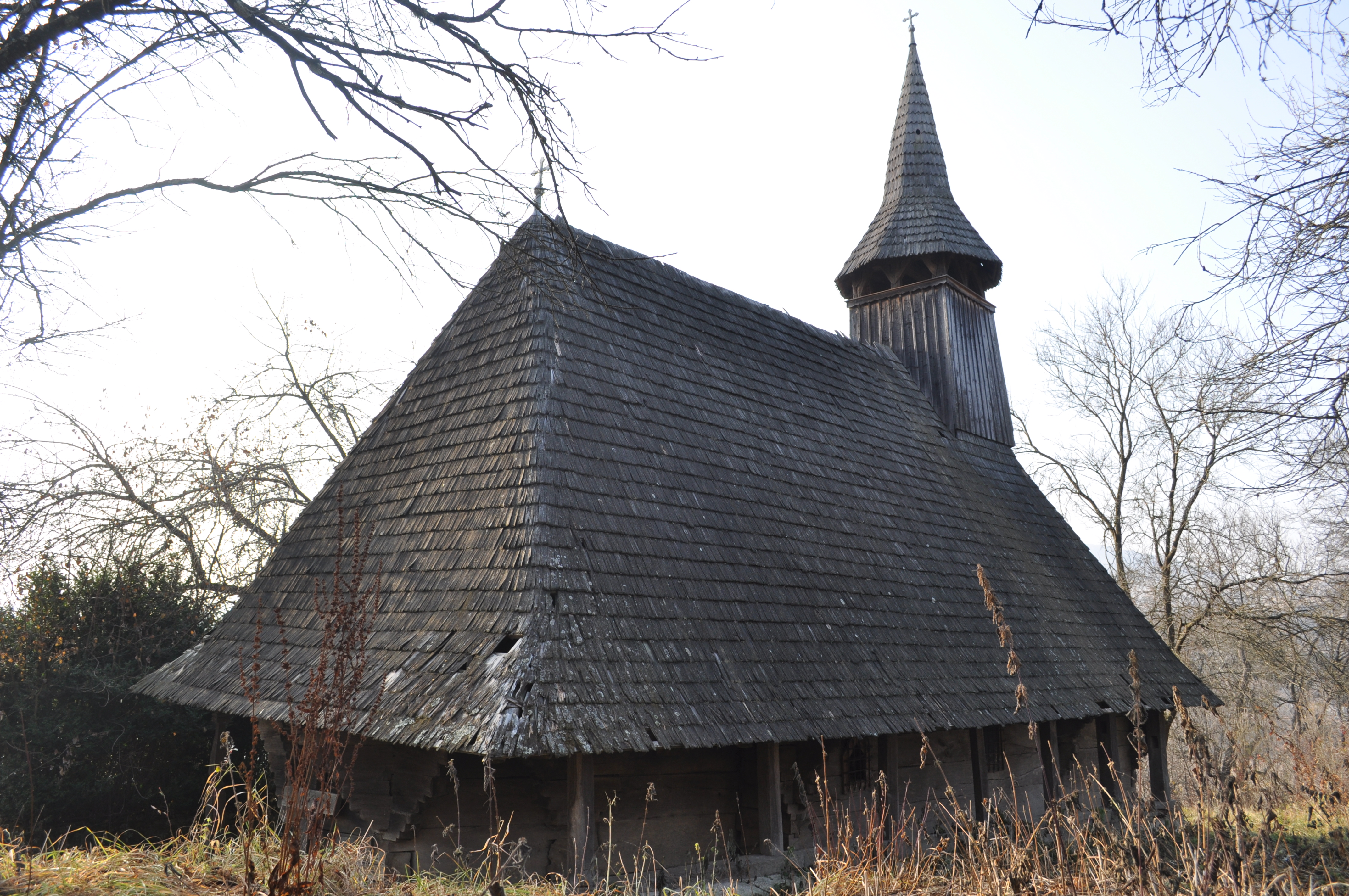
Biserica de lemn din Hida (monument istoric)
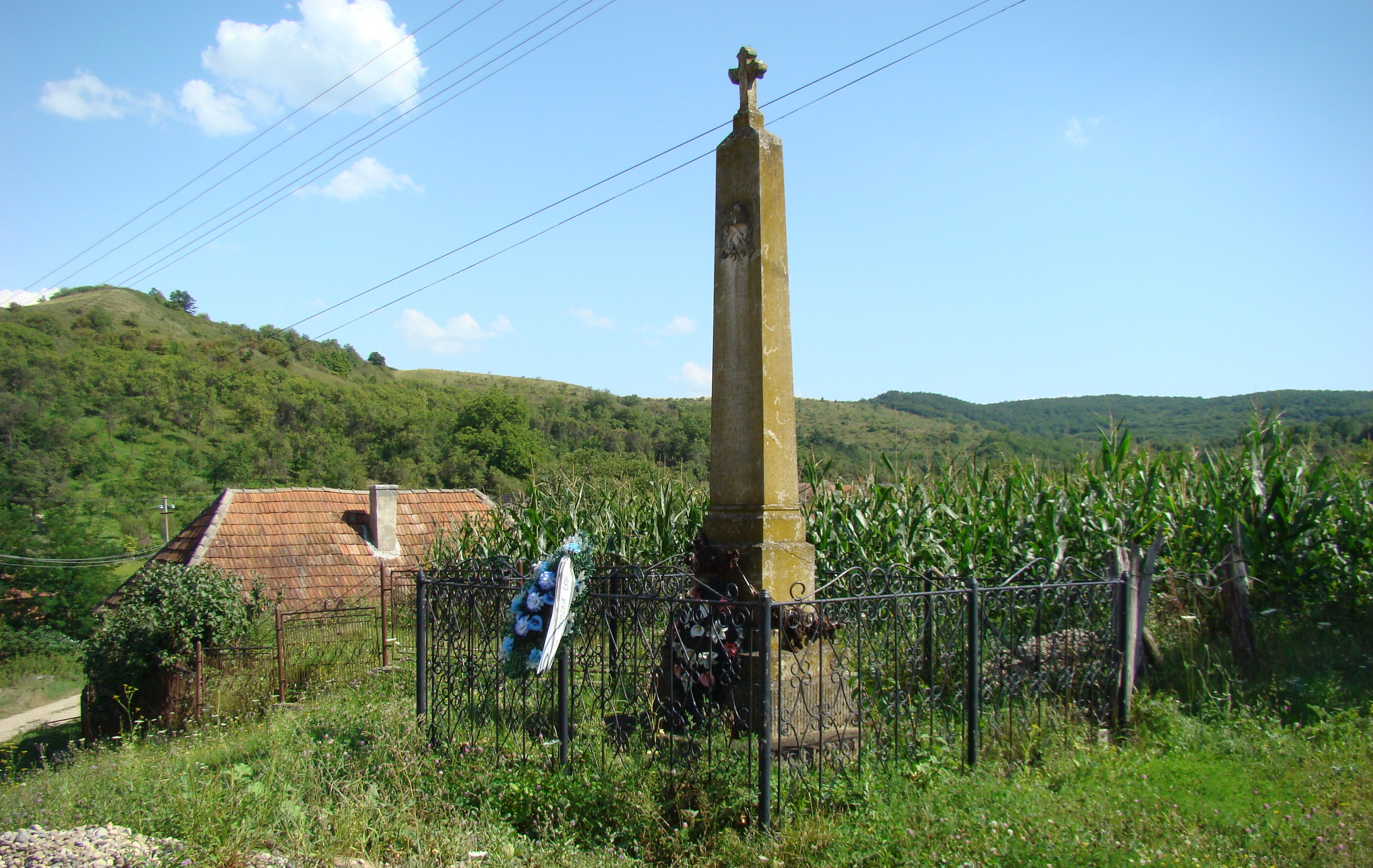
Monumentul Eroilor din satul Miluani
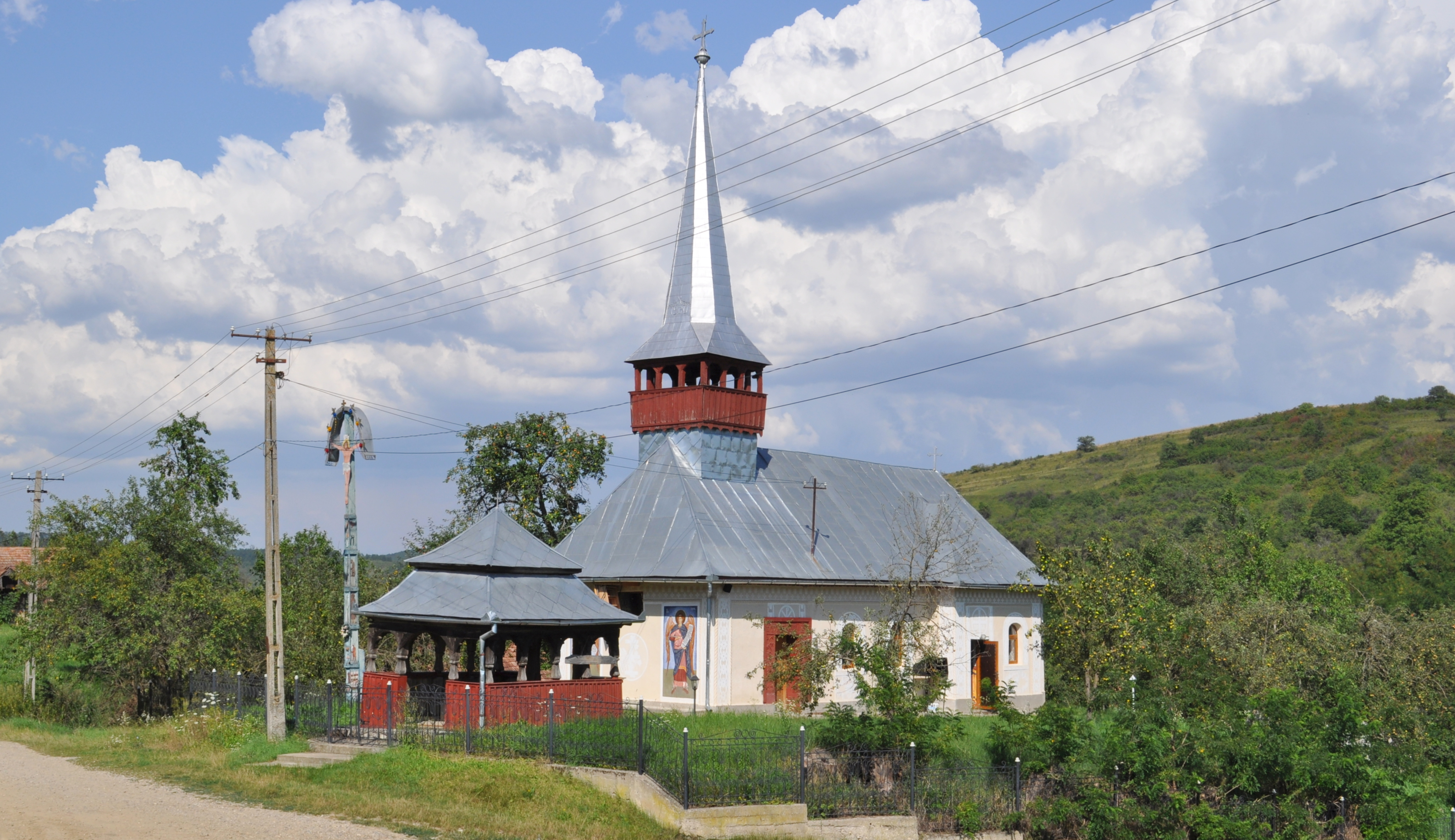
Biserica „Sfinții Arhangheli Mihail și Gavriil" (monument istoric)
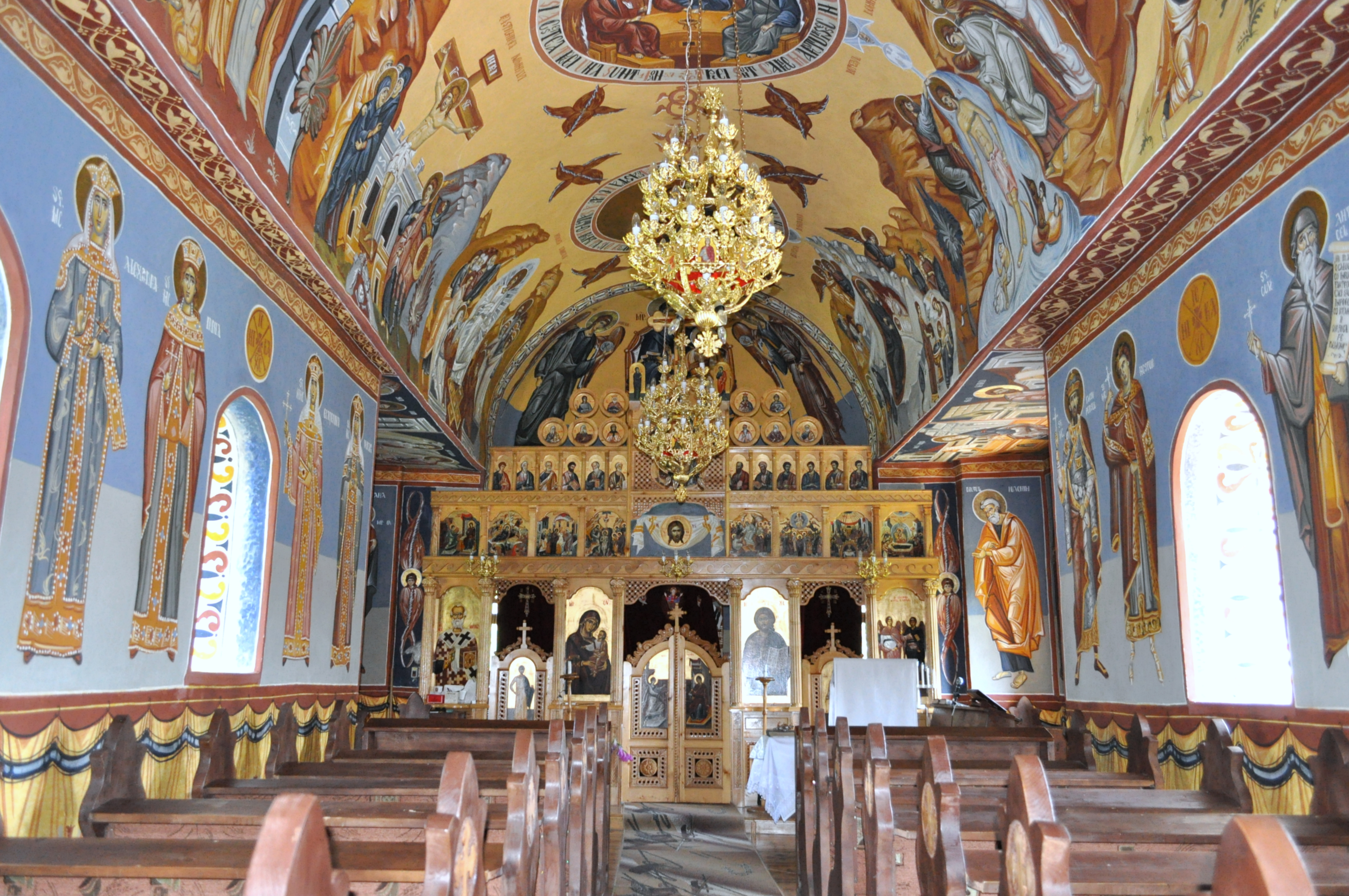
Interiorul bisericii
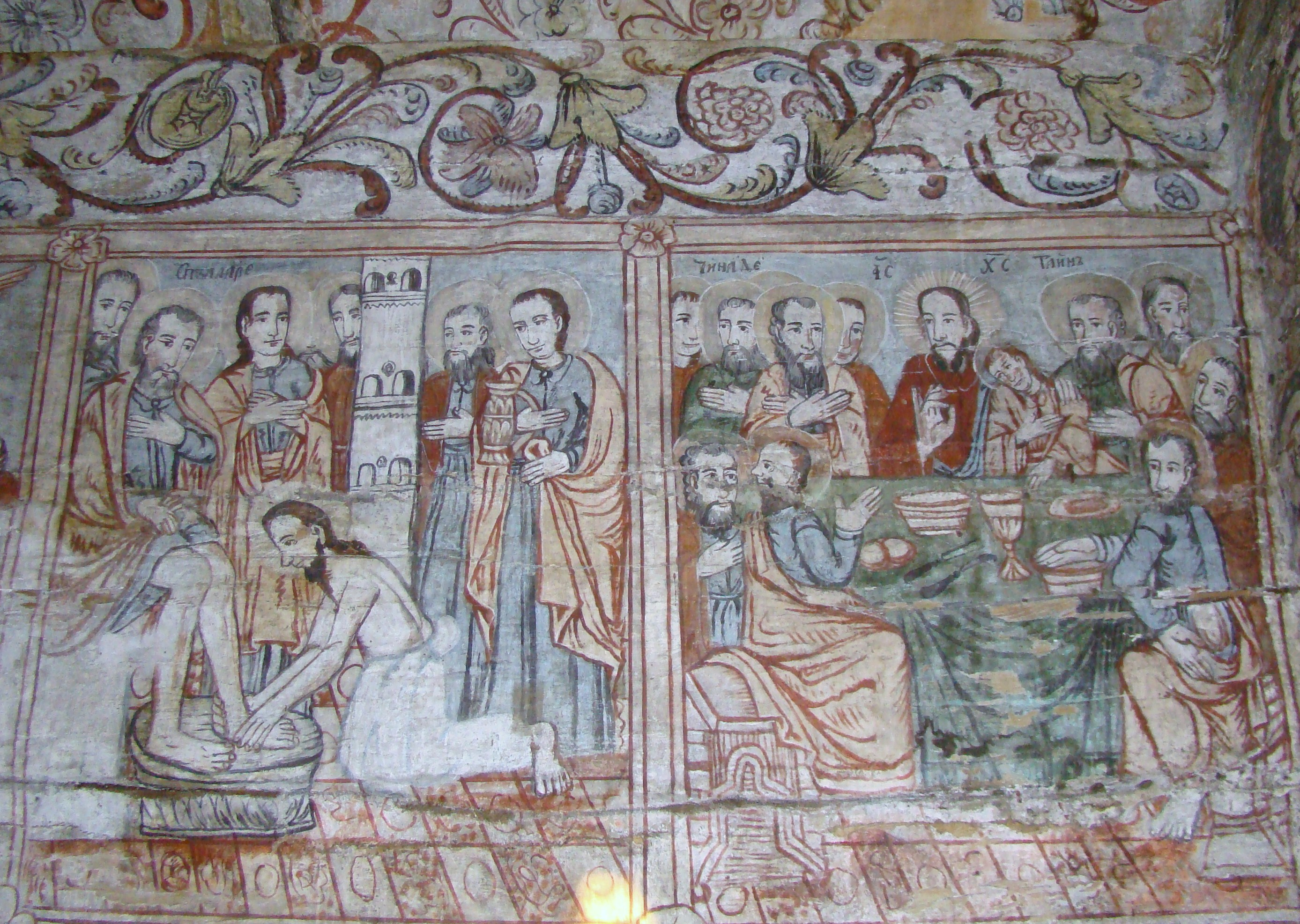
Biserica de lemn din Racâș (pictura parietală, detaliu)
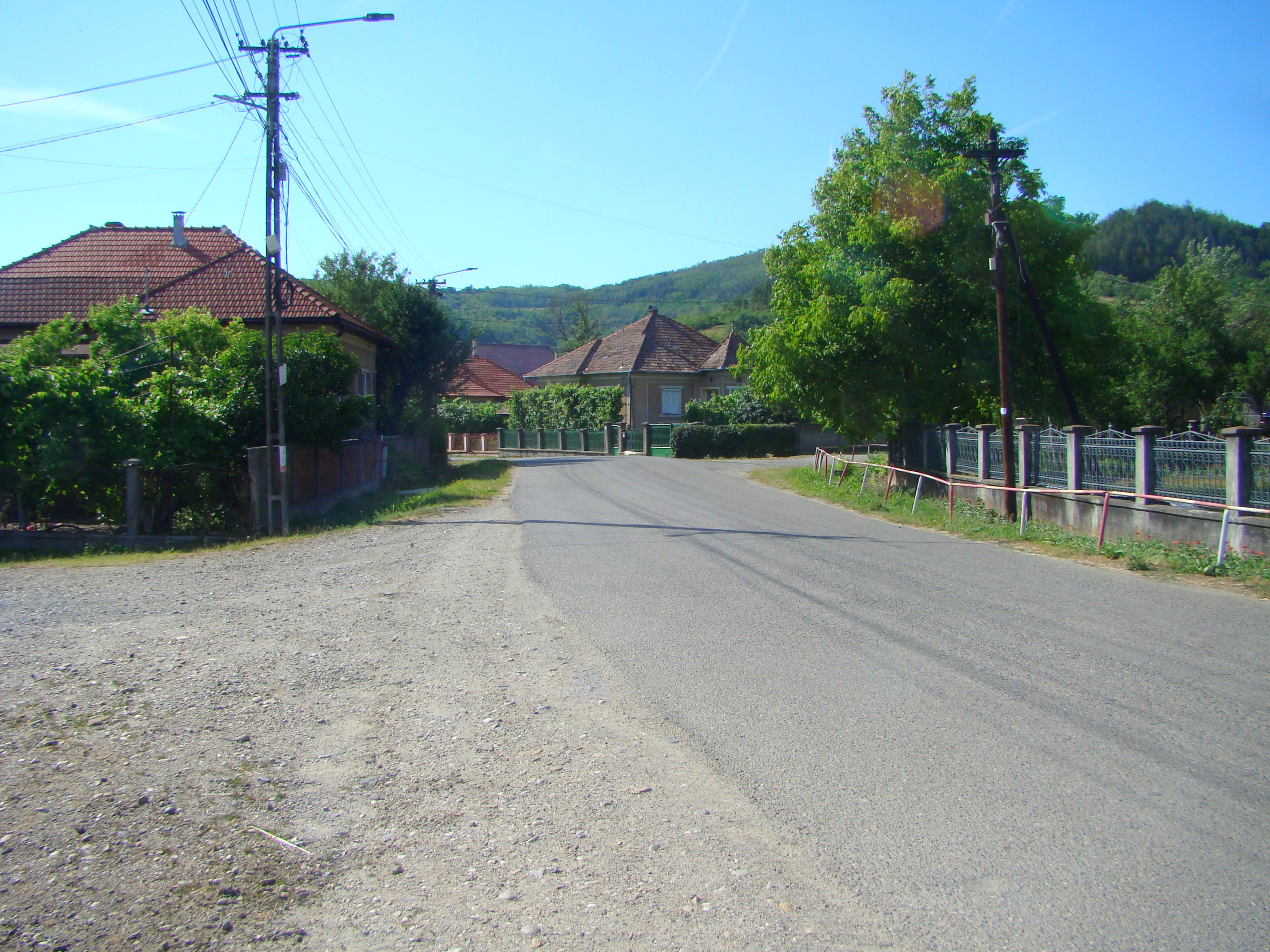
Sânpetru Almașului
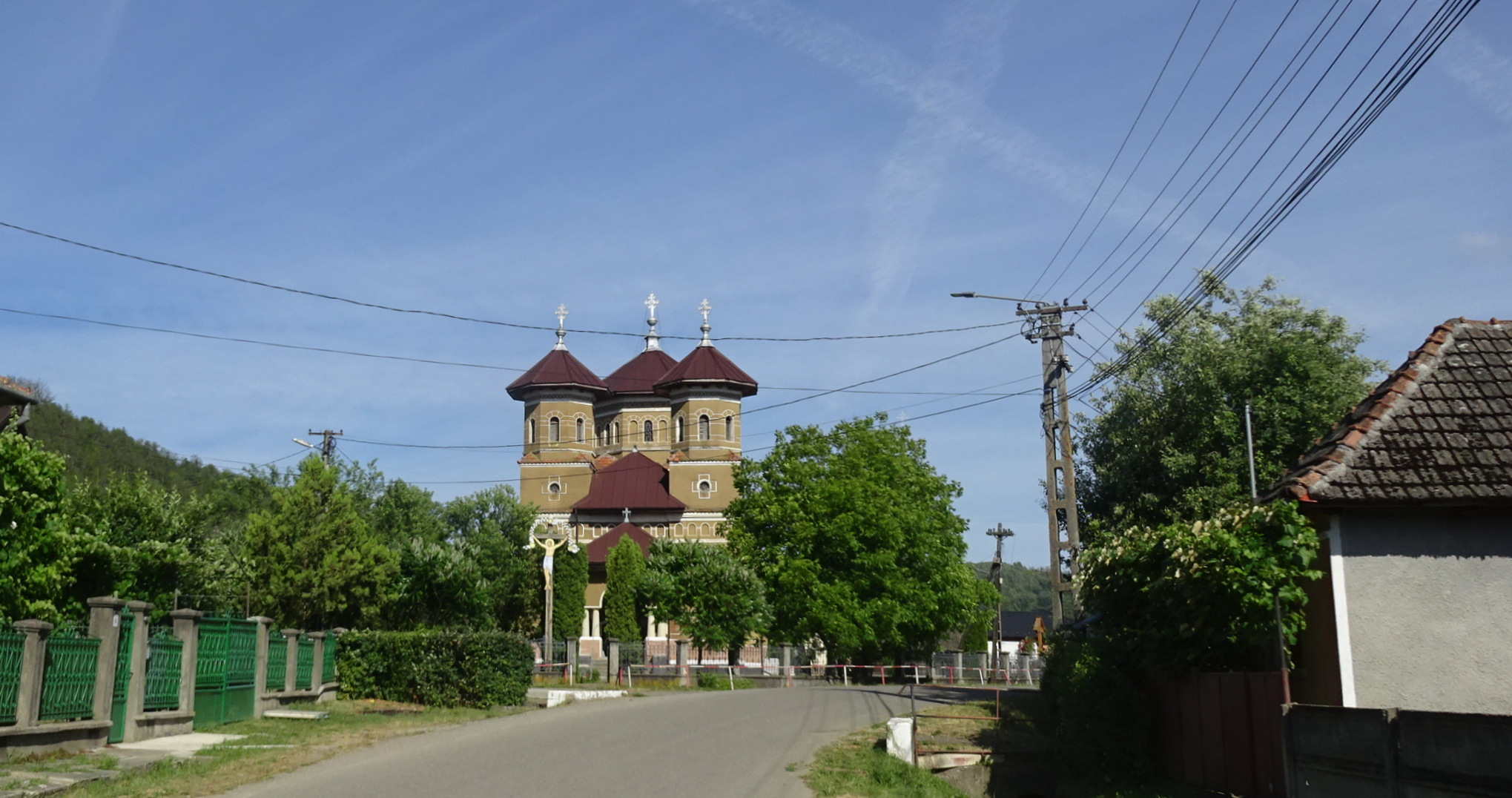
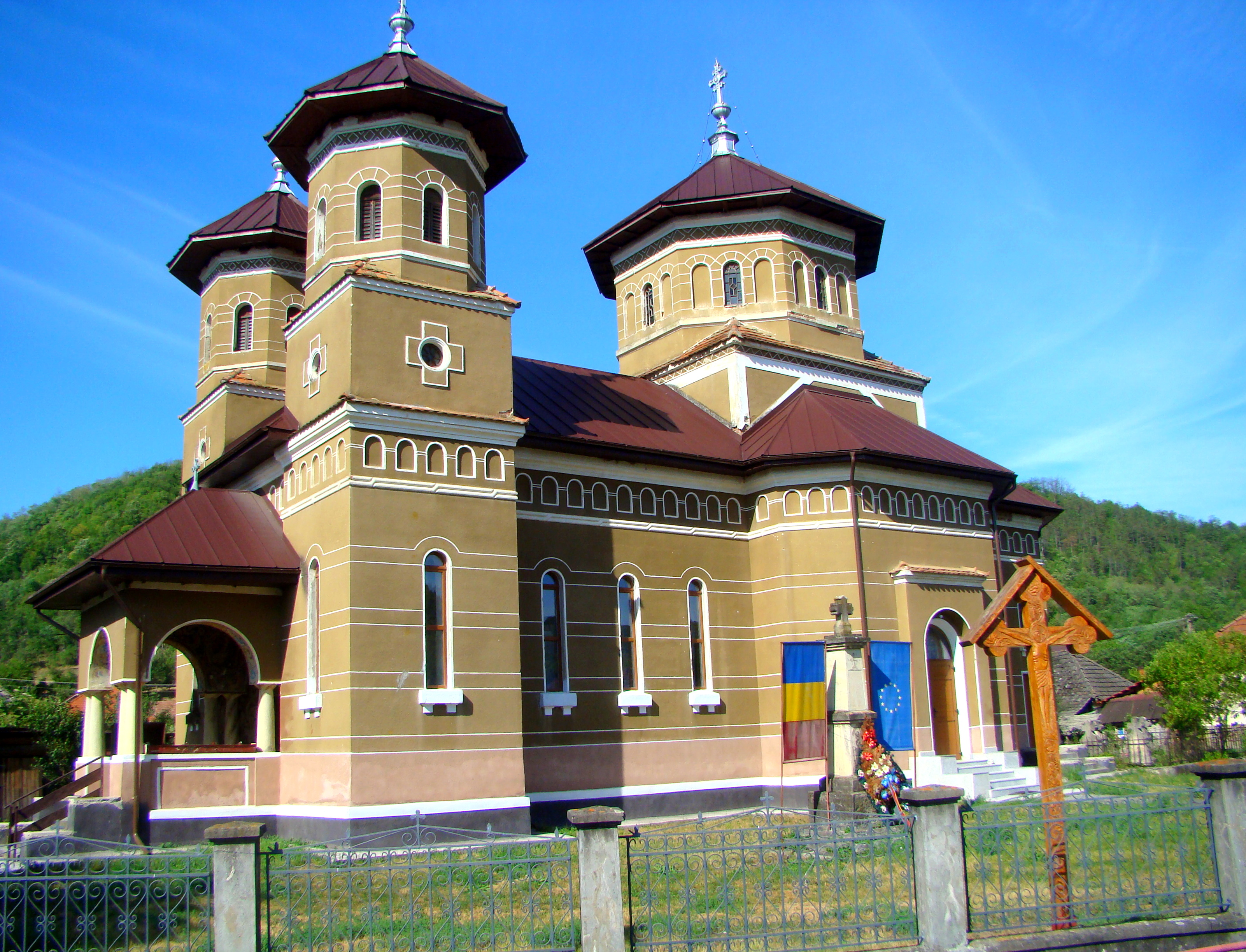
Biserica de zid „Sfinții Apostoli Petru și Pavel" (1945)
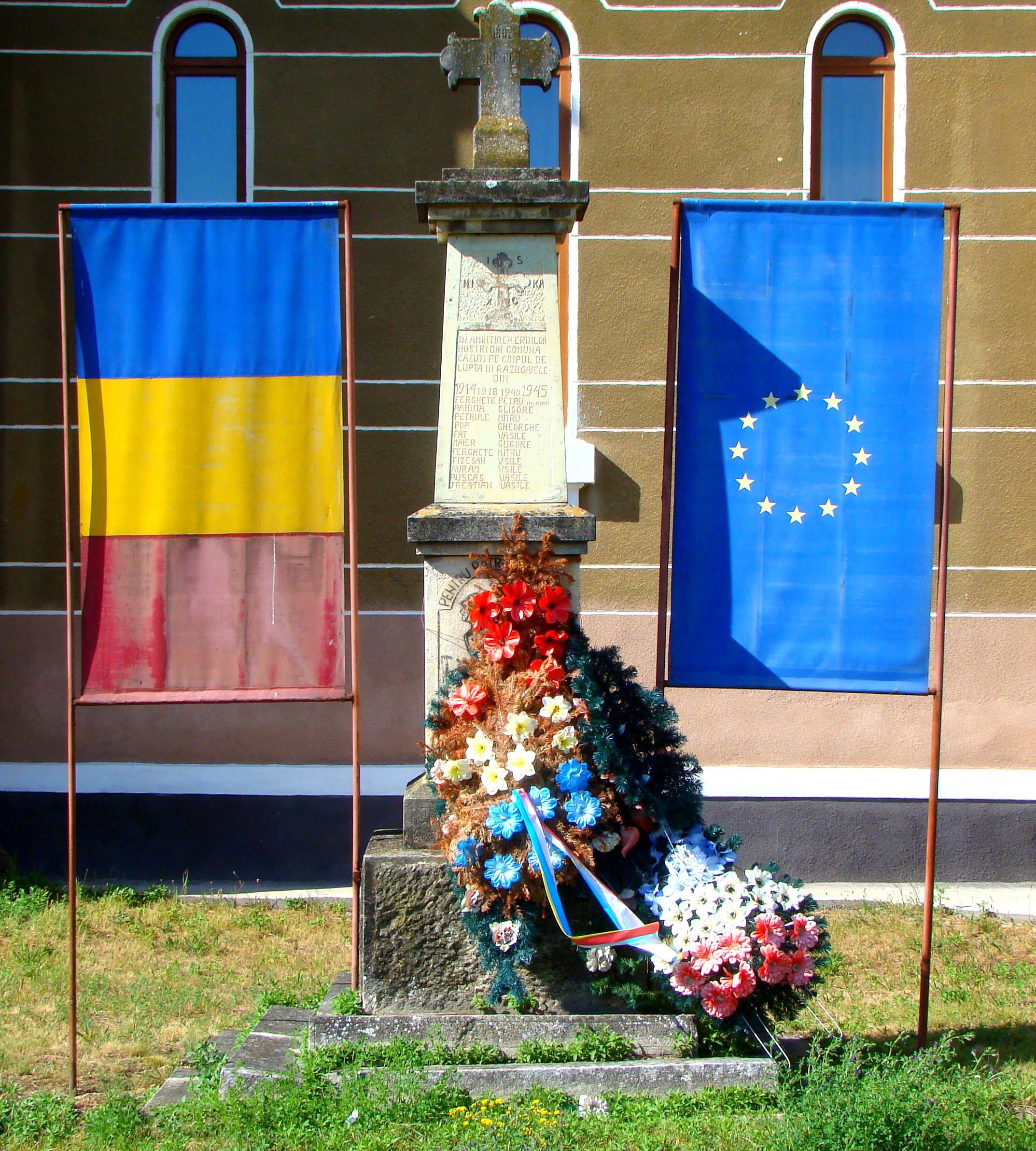
Monumentul Eroilor
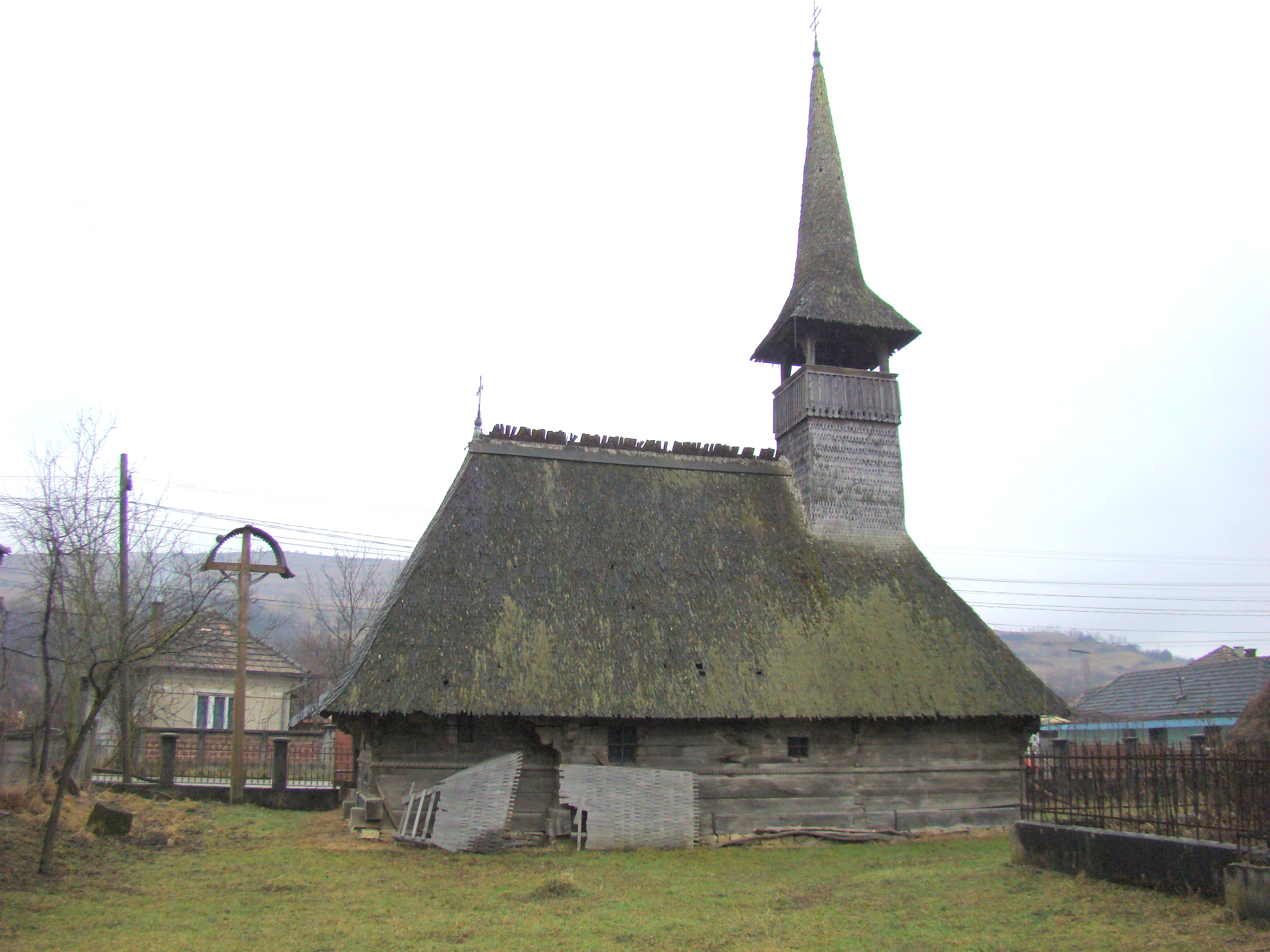
Biserica de lemn din Sânpetru Almașului (monument istoric)
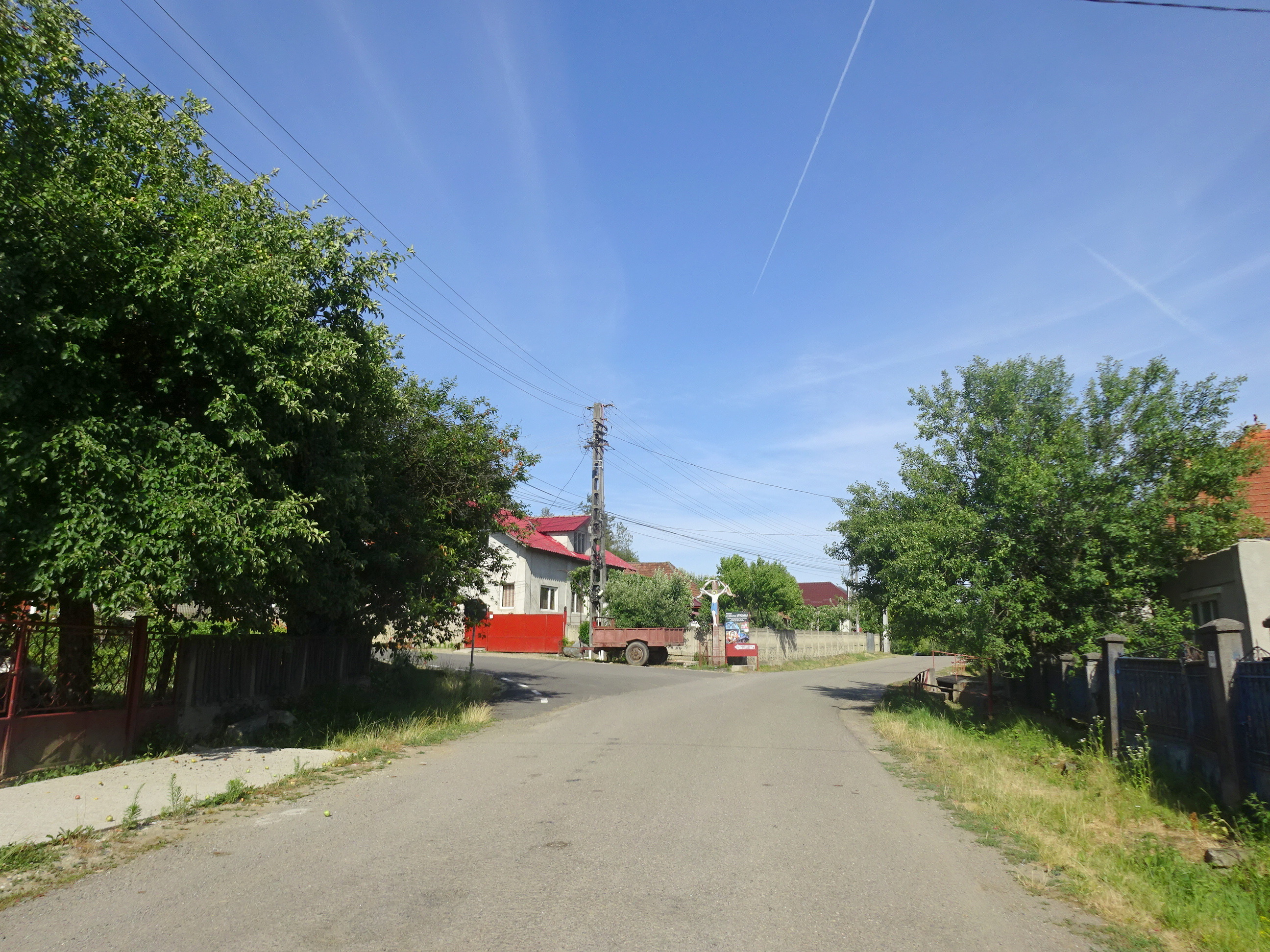
Sânpetru Almașului
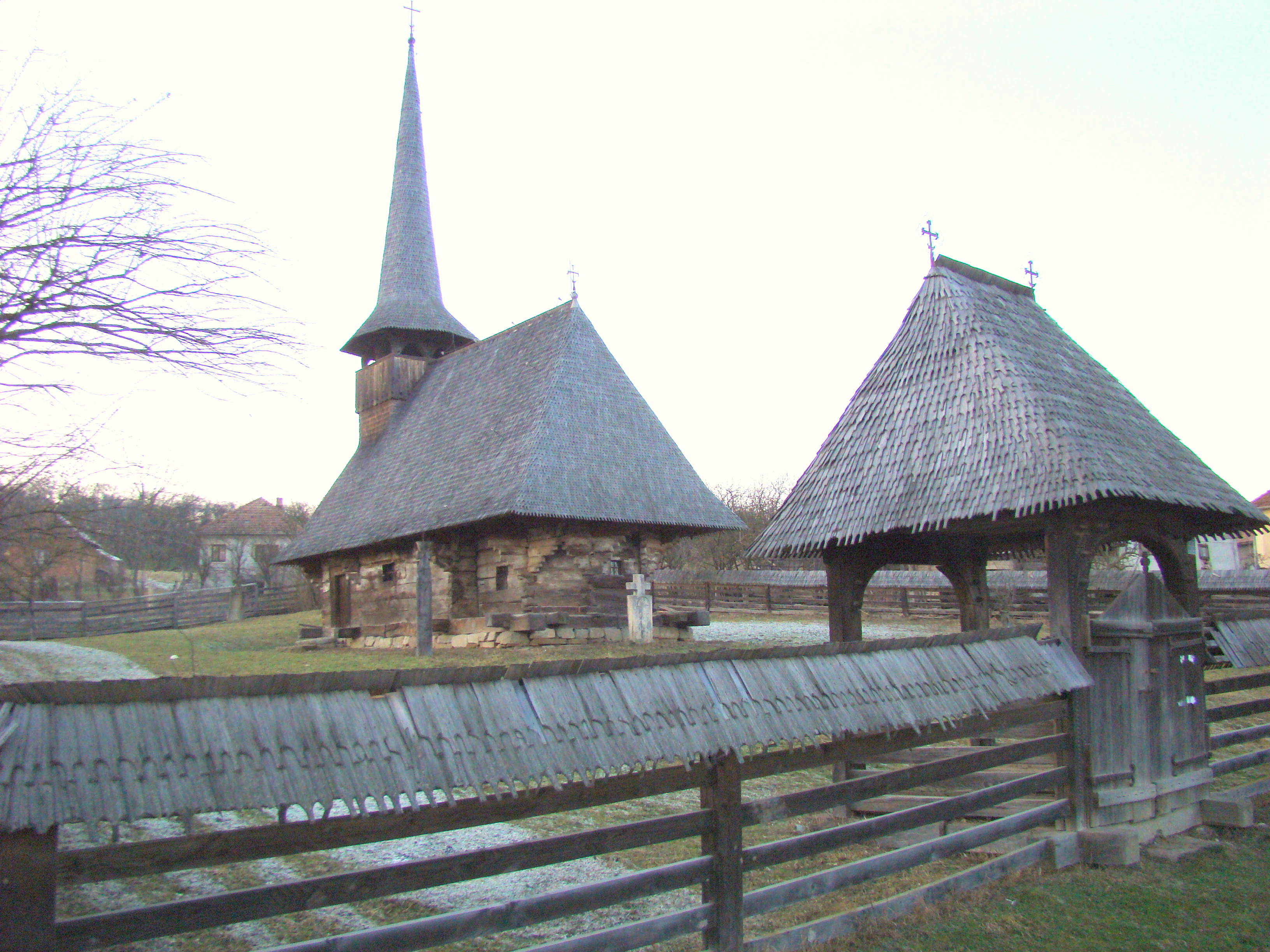
Biserica de lemn din Baica (monument istoric)
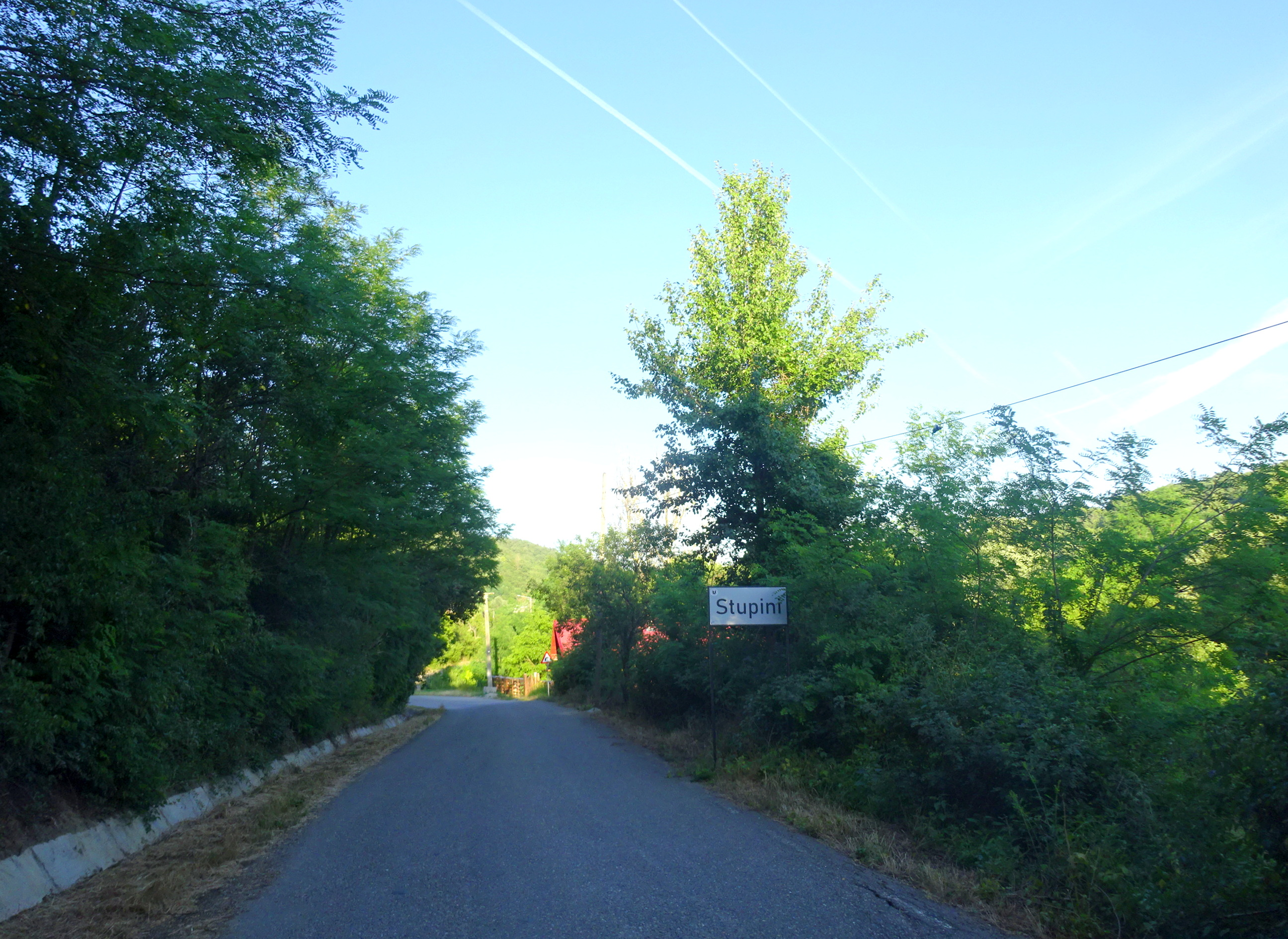
Stupini
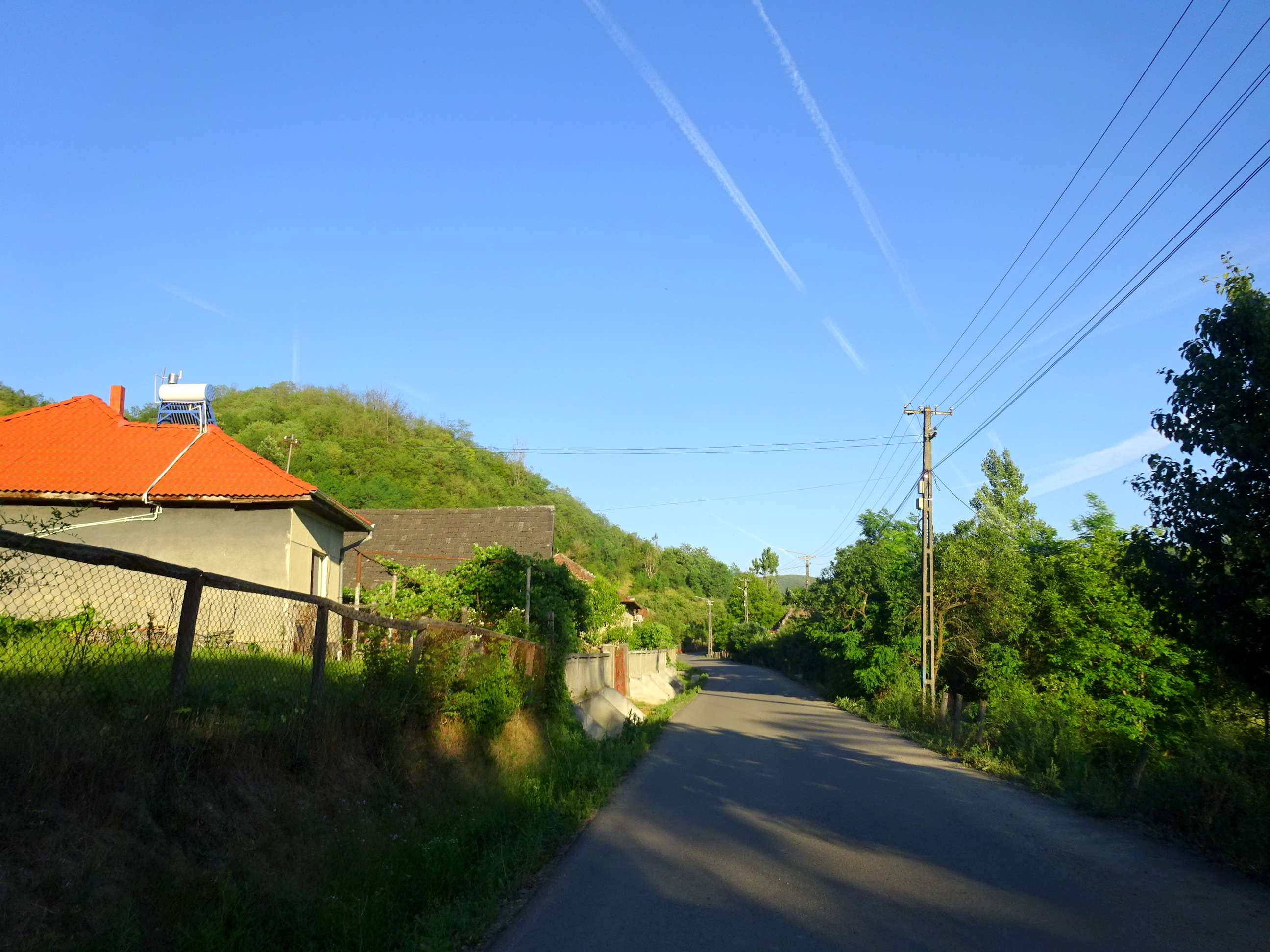
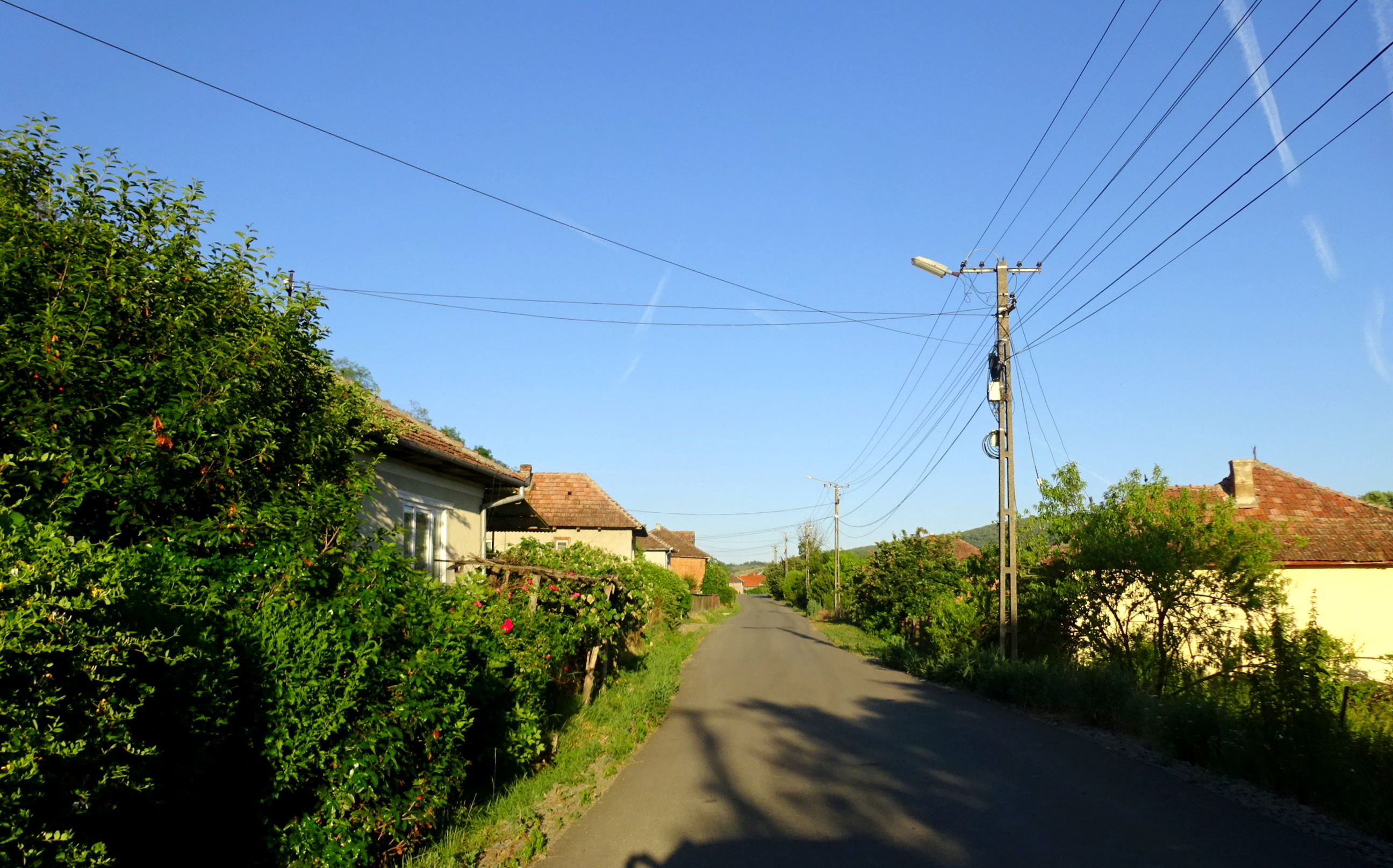
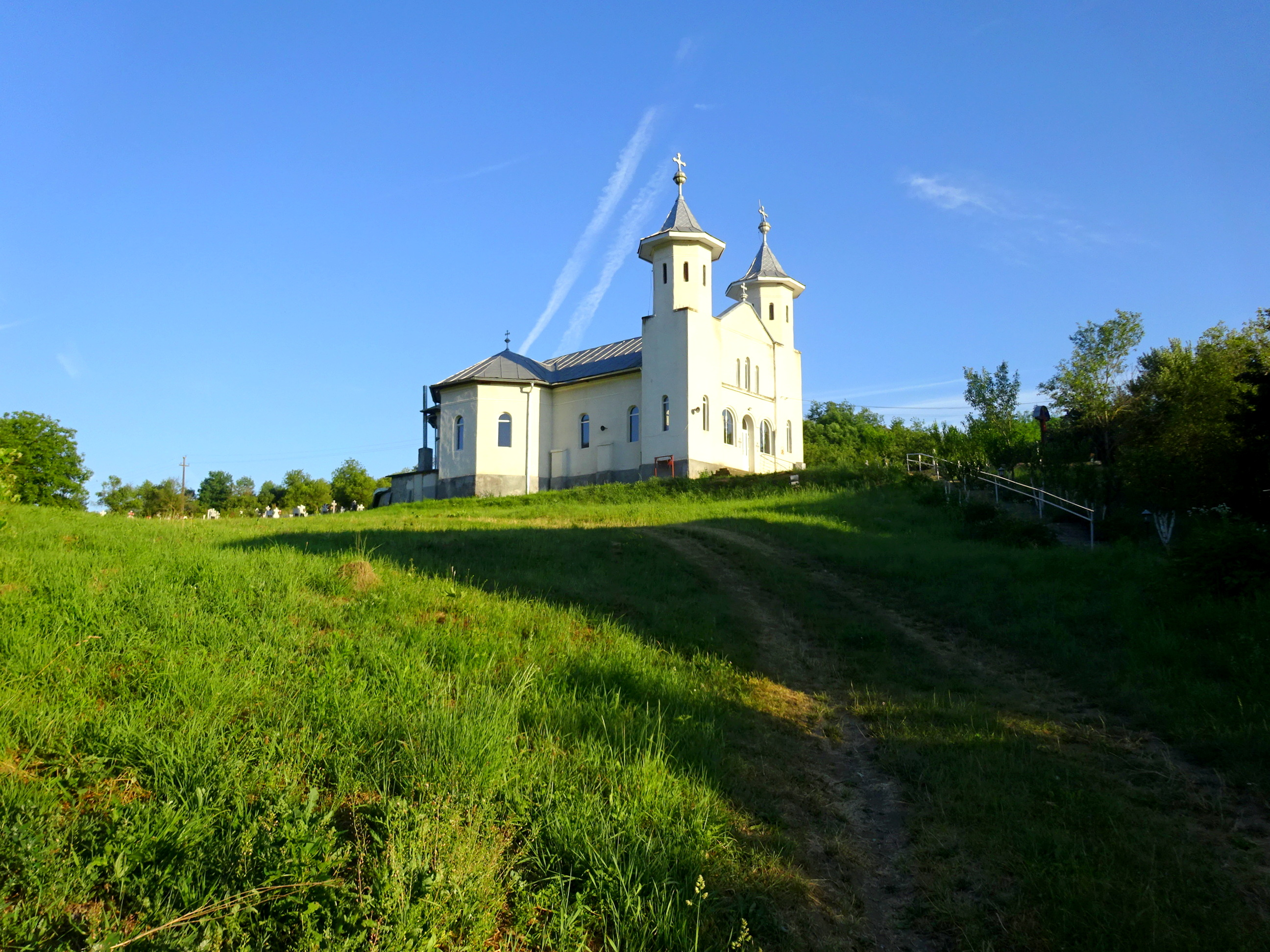
Biserica Sfântul Ioan Botezătorul din Stupini
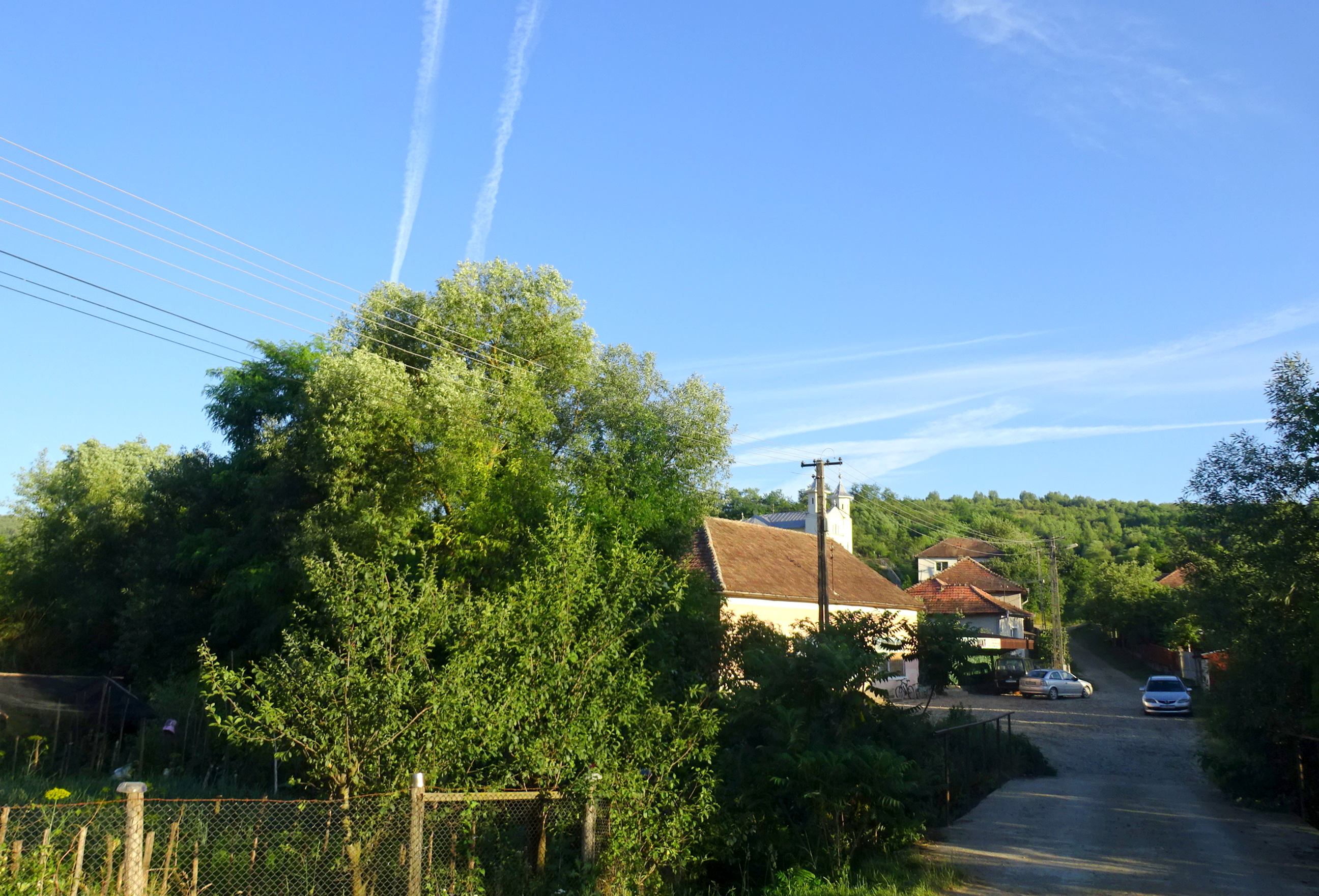
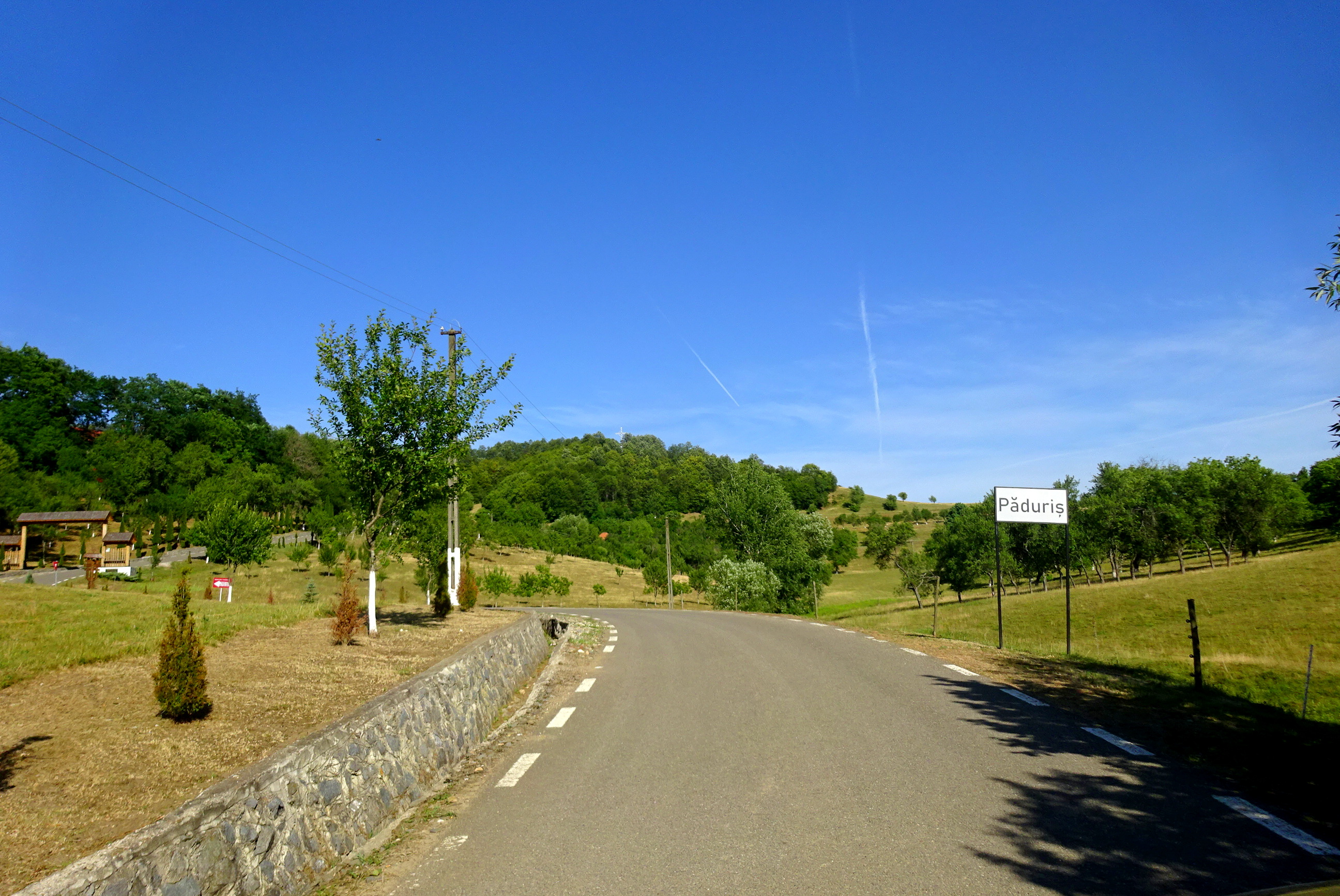
Păduriș
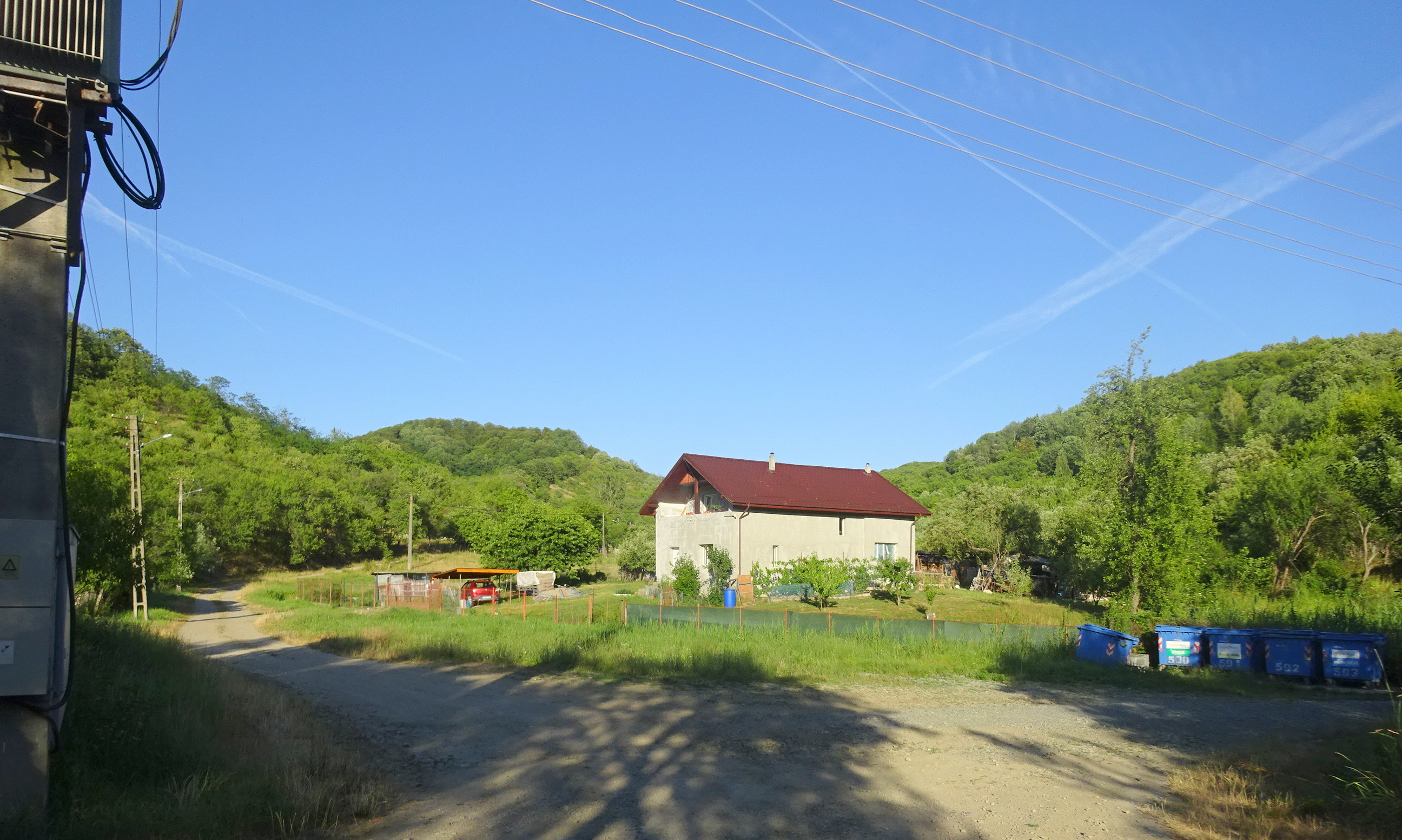
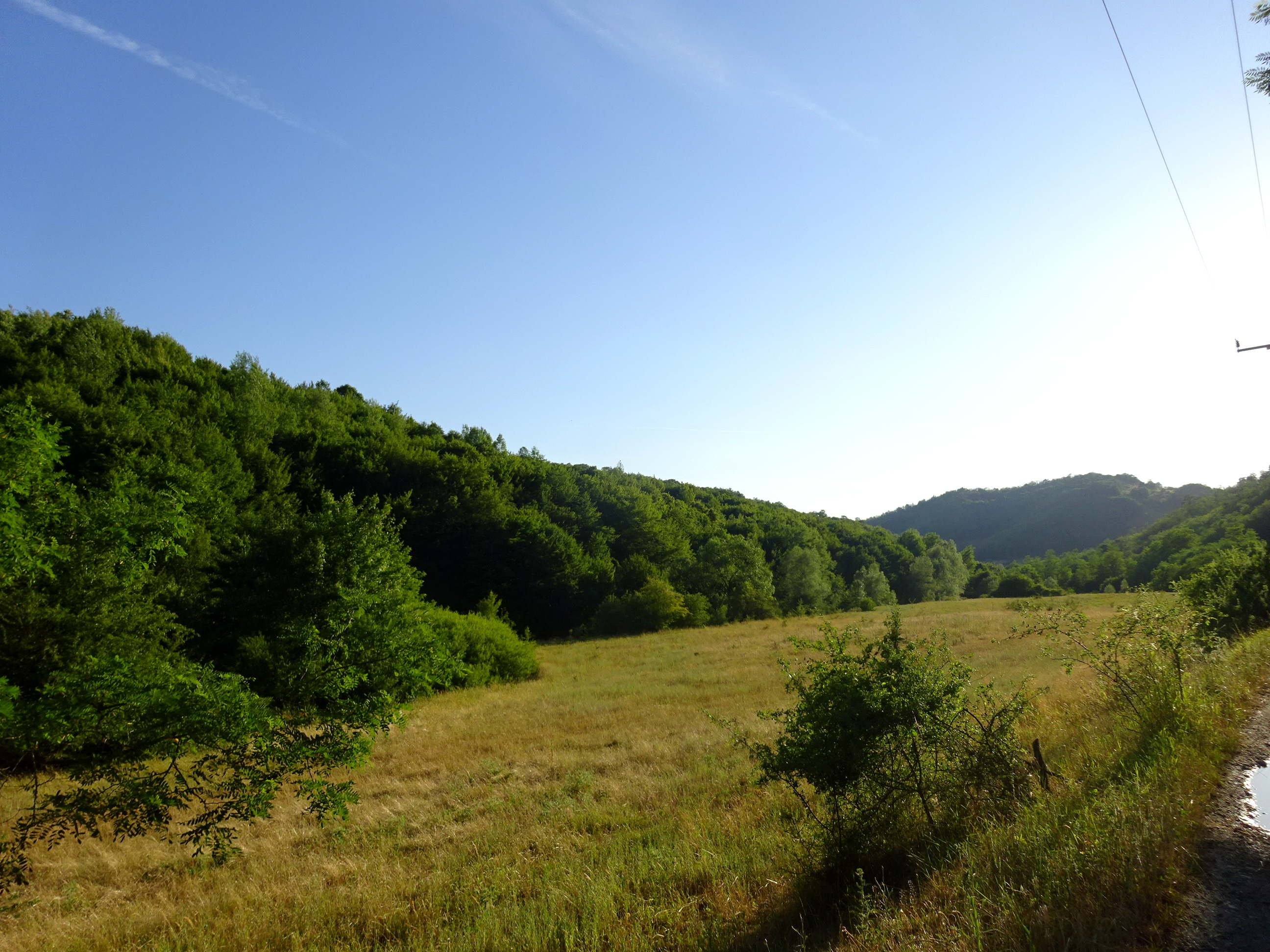
Păduriș
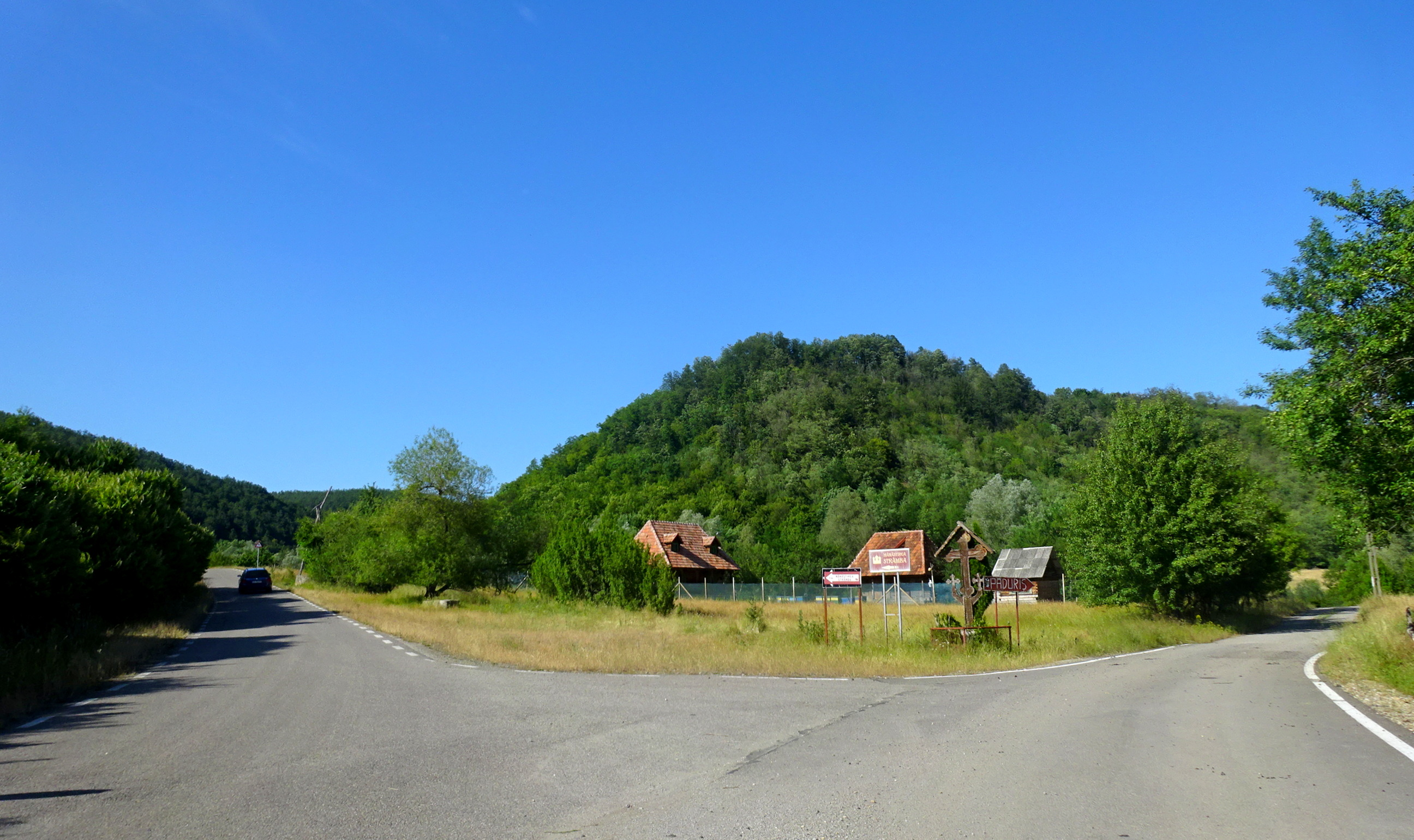
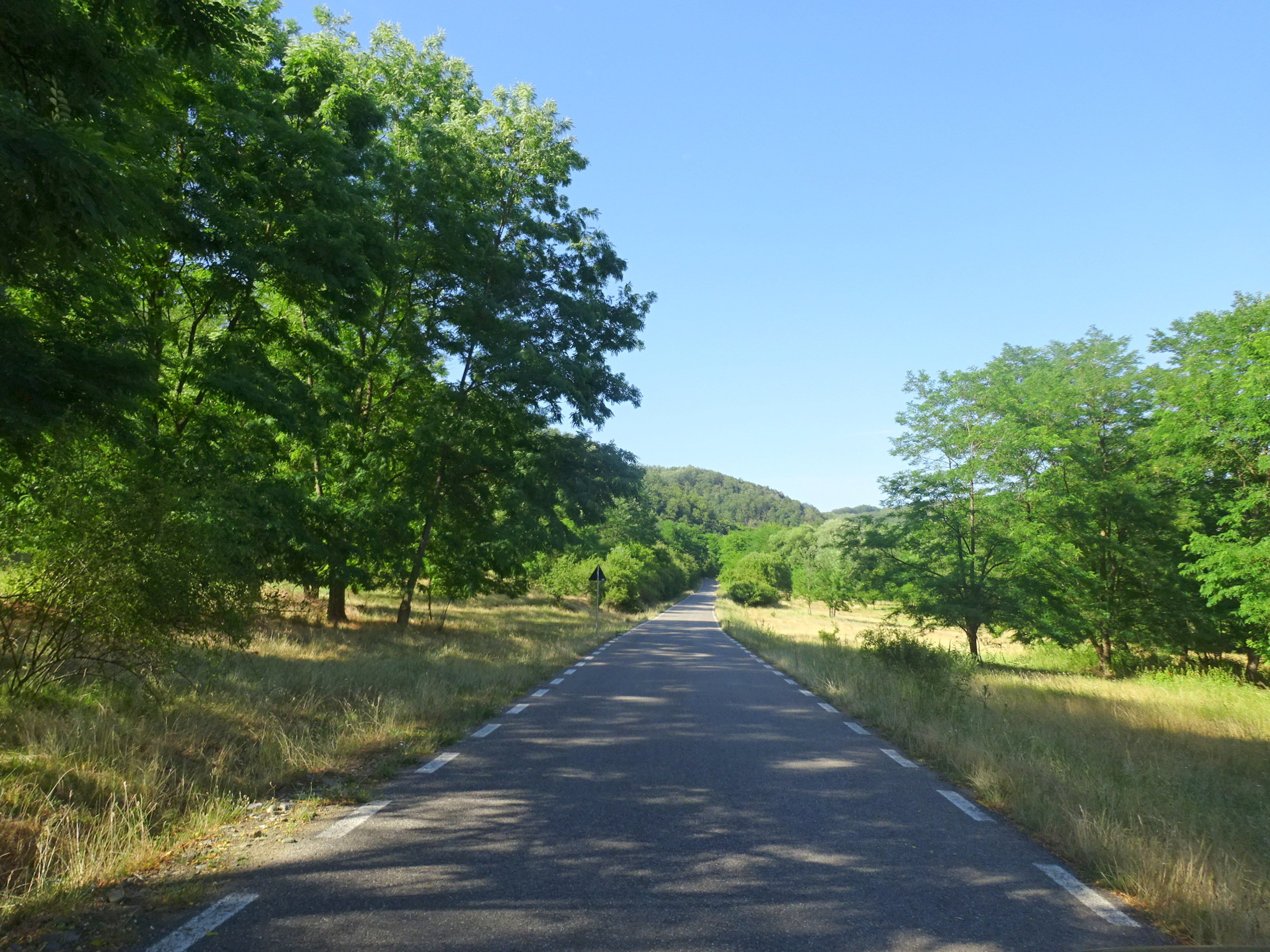
Drumul spre Mănăstirea Strâmba
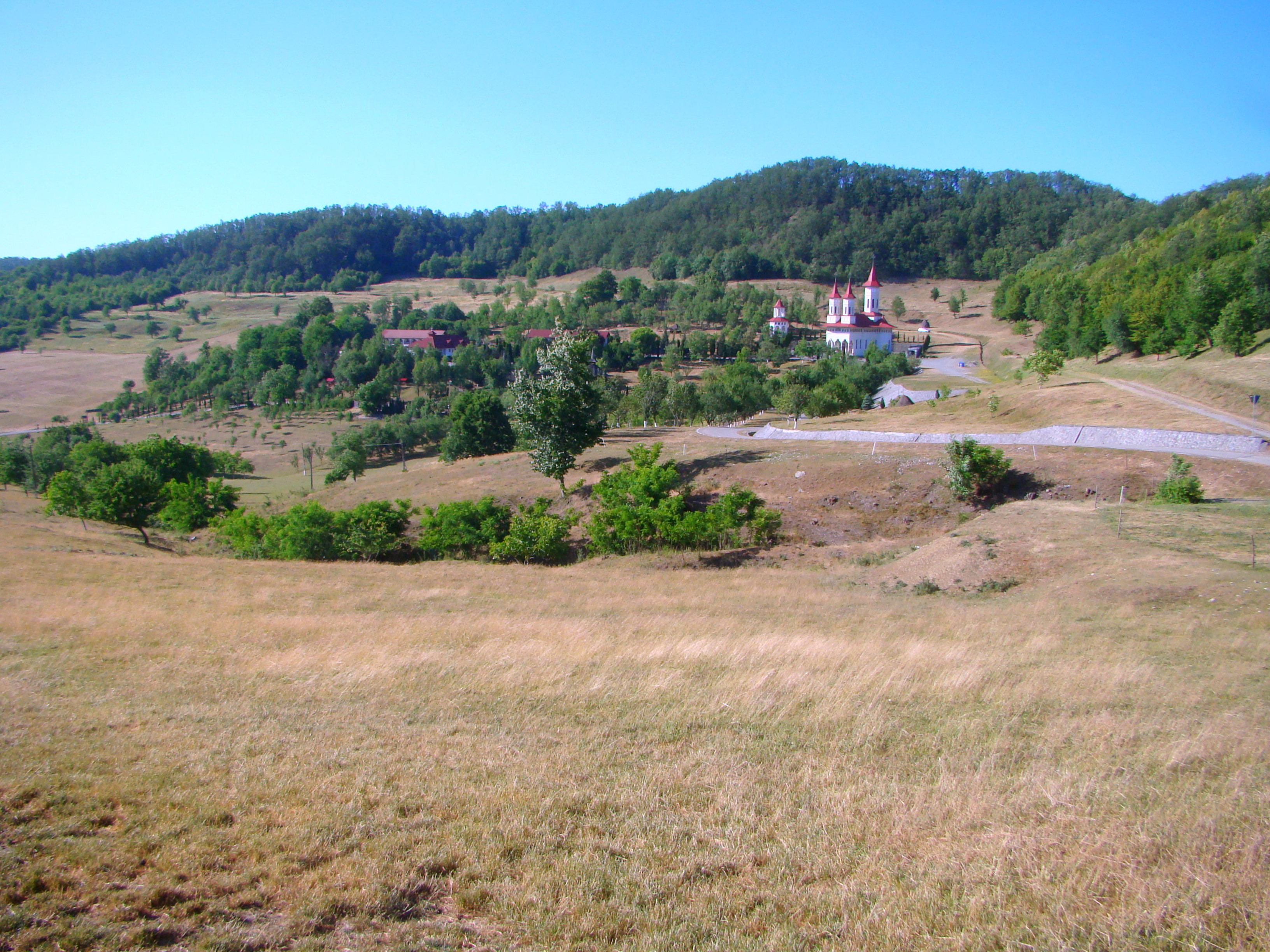
Mănăstirea Strâmba și împrejurimile
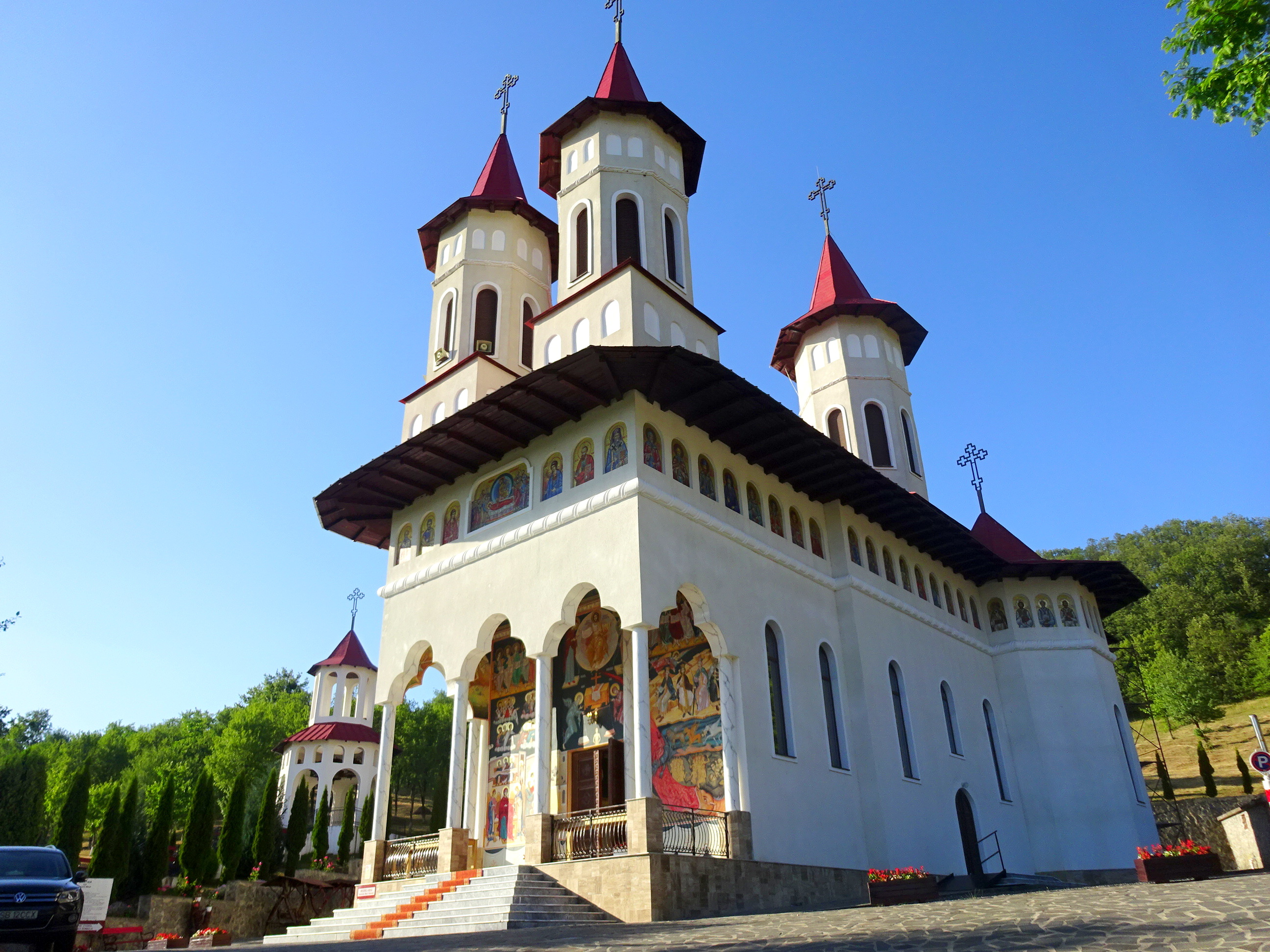
Biserica nouă cu hramul Adormirea Maicii Domnului (2010-2022)
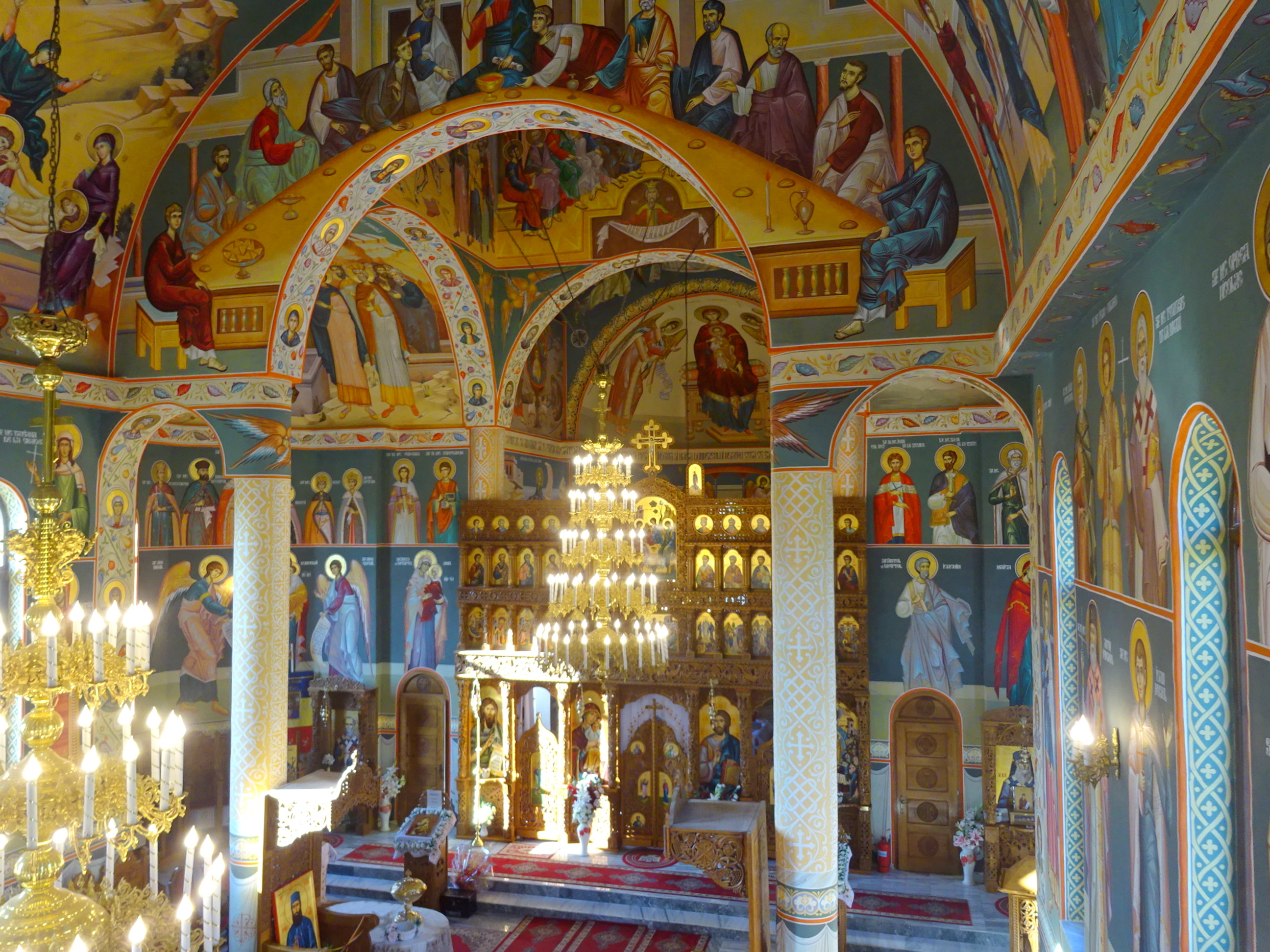
Biserica nouă cu hramul Adormirea Maicii Domnului (2010-2022)